# Ацтеки

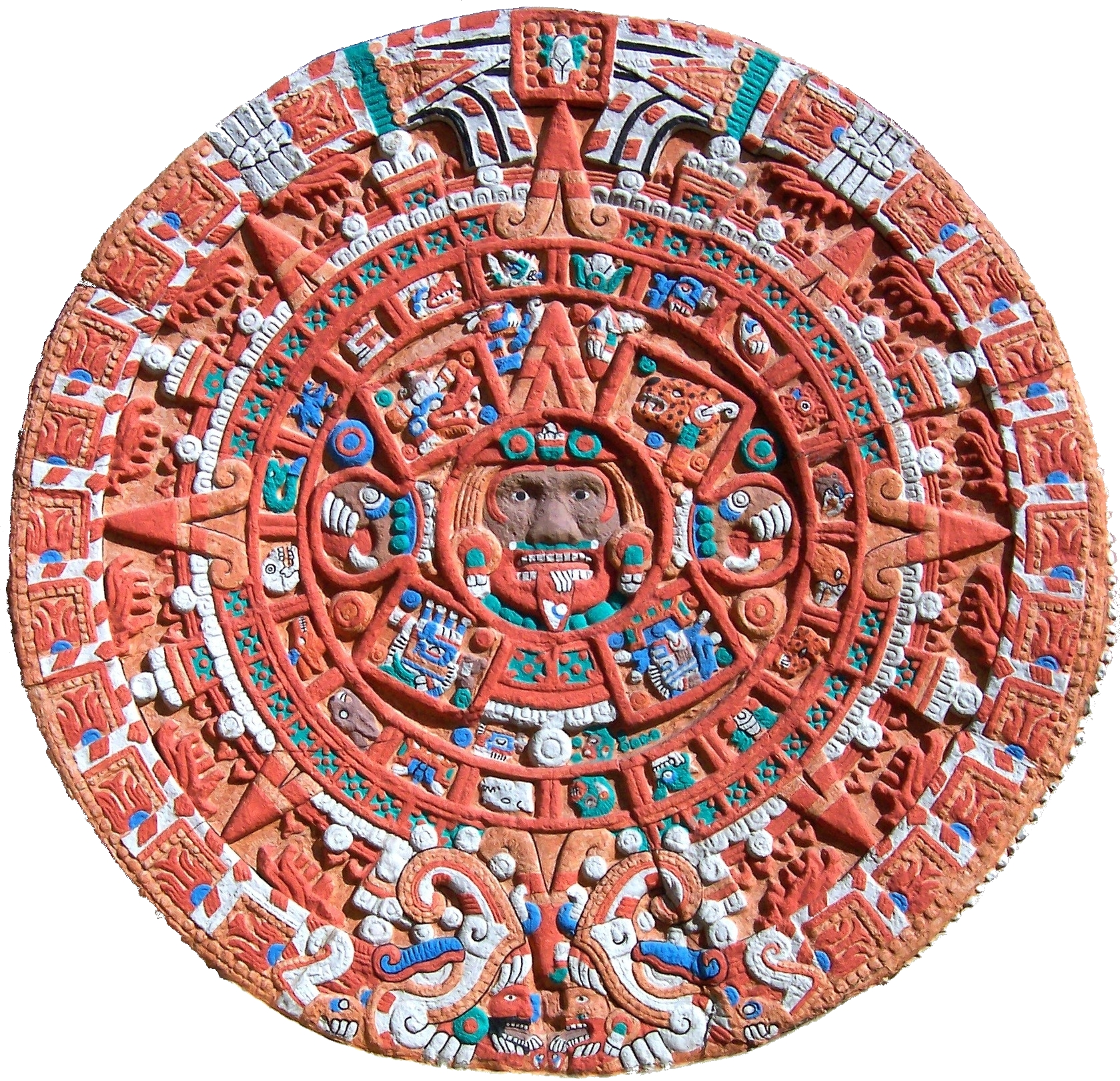
Камень Солнца

Ацте́ки, или асте́ки (самоназв. mēxihcah [meː'ʃiʔkaʔ]) — мезоамериканская культура народа науа, процветавшая в центральной Мексике в постклассический период с 1300 по 1521 год. Империя ацтеков включала в себя различные этнические группы Центральной Мексики, но основным населением и носителем цивилизации ацтеков были люди говорившие на языке науатль, доминировавшего на большей части Мезоамерики с XIV по XVI век. Культура ацтеков была организована в города-государства (альтепетль), некоторые из которых объединялись в союзы, политические конфедерации или империи. Ацтекская империя, основанная в 1427 году, представляла собой конфедерацию трёх городов-государств: Теночтитлана, Тескоко и Тлакопана, ранее входившего в состав империи тепанеков, доминирующим альтепетлем которой был Аскапоцалько. Хотя термин «ацтеки» часто используется в узком смысле применительно к жителям Теночтитлана, он также широко используется для обозначения государств народа науа или народов центральной Мексики в доиспанскую эпоху, а также в испанскую колониальную эпоху (1521–1821 гг.). Определение этимологии ацтеков и ацтеко-латиноамериканских племён долгое время были предметом научных дискуссий с тех пор, как немецкий учёный Александр фон Гумбольдт ввёл их название в обиход в начале XIX века.
Большинство этнических групп Центральной Мексики в постклассический период обладали общими культурными чертами Мезоамерики. Нельзя сказать, что многие черты, характерные для культуры ацтеков, были присущи исключительно ацтекам. По той же причине понятие «цивилизация ацтеков» лучше всего понимать как особый горизонт общей мезоамериканской цивилизации. Культура Центральной Мексики включает в себя выращивание кукурузы, социальное разделение на знать (пипилтин) и простолюдинов (масеуалтин), пантеон божеств (с участием Тескатлипока, Тлалока и Кетцалькоатля) и ацтекский календарь, состоящий из 365 дней, и Тональпоуалли, состоящий из 260 дней. Особенностью ацтеков был бог-покровитель Теночтитлана Уицилопочтли, пирамиды-близнецы и керамические стили, известны как ацтекские с I по IV век.
Начиная с XIII-го века, долина Мехико была густонаселена и являлась центром расцвета городов-государств. Предки народа науа поздно пришли в долину Мехико и основали город-государство Теночтитлан на малоперспективных островках озера Тескоко, позже ставший доминирующей державой Тройственного союза ацтеков, или империи ацтеков. Это была империя, которая расширила свою политическую гегемонию далеко за пределы долины Мехико, завоевав другие города-государства по всей Мезоамерике в поздний постклассический период. Вскоре Тескоко и Тлакопан были оттеснены на второй план более могущественным Теночтитланом. Империя расширила свои владения за счёт сочетания торговли и военных завоеваний. Она никогда не была настоящей территориальной империей, контролирующей территорию с помощью крупных военных гарнизонов в завоёванных провинциях, а скорее доминировала над городами-государствами-клиентами, ставя на завоеванных территориях во главе дружественных правителей, заключая брачные союзы между правящими династиями и распространяя имперскую идеологию на города-государства-клиенты. Города-государства-клиенты платили налоги, а не дань императору ацтеков, тлатоани, в рамках экономической стратегии, ограничивающей коммуникации и торговлю между отдаленными государствами, что делало их зависимыми от имперского центра в приобретении предметов роскоши. Политическое влияние империи простиралось далеко на юг, в Мезоамерику, завоевывая государства вплоть до Чьяпаса и Гватемалы и охватывая Мезоамерику от Тихого до Атлантического океанов.
Империя достигла своего максимального размаха в 1519 году, как раз перед прибытием небольшой группы испанских конкистадоров во главе с Эрнаном Кортесом. Кортес вступил в союз с городами-государствами, выступавшими против Теночтитлана, в частности с Тласкалой, жители которого говорили на языке науатль, а также с другими центральными мексиканскими государствами, включая Тескоко, своего бывшего союзника по Тройственному союзу. После падения Теночтитлана 13 августа 1521 года и пленения императора Куаутемока испанцы переименовали столицу империи ацтеков в Мехико. Оттуда они продолжили процесс завоевания и включения мезоамериканских народов в состав Испанской империи. После уничтожения империи ацтеков в 1521 году испанцы использовали города-государства, на которых была построена империя ацтеков, для управления коренным населением через местную знать. Эти дворяне присягнули на верность испанской короне и приняли, по крайней мере номинально, католичество, а взамен были признаны испанской короной дворянами. Дворяне выступали в качестве посредников для передачи налогов и мобилизации рабочей силы для своих новых правителей, способствуя установлению испанского колониального господства.
Культура и история ацтеков известны в первую очередь благодаря археологическим находкам, найденным при раскопках, таких как знаменитый храм Темпло Майор в Мехико; из письменных источников индейцев; из свидетельств испанских конкистадоров, таких как Кортес и Берналь Диас дель Кастильо; и особенно из описаний культуры и истории ацтеков XVI-го и XVII-го веков, написанных испанскими священнослужителями и грамотными ацтеками на испанском или науатльском языках, таких как знаменитый иллюстрированный двуязычный (испанский и науатль) двенадцатитомный Флорентийский кодекс, созданный францисканским монахом Бернардино де Саагуном в сотрудничестве с индейцами науа. Важным для изучения языка народа науа после завоевания был переход языка науаталь на латиницу и обучение новой грамоте местных писцов, которая потом использовалась для написания множества различных текстов. На пике своего расцвета культура ацтеков обладала богатыми и сложными философскими, мифологическими и религиозными традициями, а также достигла замечательных архитектурных и художественных достижений.

## Терминология
На языке ацтеков — науатль — слово «ацтек» означает буквально «некто из Ацтлана», мифического места, расположенного, по их поверьям, где-то на севере.
Современное использование слова «ацтеки» как термина, объединяющего народы, связанные торговлей, обычаями, религией и языком, было предложено Александром фон Гумбольдтом и мексиканскими учёными XIX века как средство отличать современных им мексиканцев от коренного индейского населения.
Сами ацтеки называли себя меши́ка, или тено́чка и тлальтело́лька— в зависимости от города происхождения (Теночтитлан, Тлателолько). Что касается происхождения слова мешика (аст. mēxihcah, от которого происходит слово «Мексика»), то высказываются весьма различные версии толкования его этимологии: слово «Солнце» в языке науатль, имя вождя ацтеков Мешитли (Мекситли, Мекштли), тип водоросли, произрастающей в озере Тескоко. Самый известный переводчик с языка науатль, Мигель Леон-Портилья (исп. Miguel León-Portilla), утверждает, что это слово означает «середина луны» — от слов metztli (Мекстли, Мецтли, Мештли, Метчтли — «Луна») и xictli («середина»). Самоназвание теночки, возможно, происходит от имени Теноча — ещё одного легендарного правителя. Королевская родословная Теночтитлана называла себя кулуа (аст. Cōlhuah), связывая своё происхождение с Кулуаканом.
Иногда определение «ацтеки» используется также для описания жителей союзных городов Теночтитлана — акольуа из города Тескоко и тепанеков из города Тлакопан. Вместе эти города формировали «ацтекский тройственный союз» или же ацтекскую империю. Термин «ацтеки», как используемый для описания империи с центром в Теночтитлане критиковался американским антропологом Робертом Хейвордом Барлоу, который предпочитал для этого определение «Кульуа-Мешика», а также антропологом Педро Карраско, предпочитающим использование термина «Империя Теночка». Карраско отмечал, что определение «ацтеки» не отражает сложное этническое разнообразие древней Мексики, а скорее применимо к доминирующему политическому образованию Теночтитлана.
В других случаях слово «ацтек» может применяться ко всем городам-государствам и жившим в них народам, разделяющим общую историю происхождения и культуру с мешика, акольуа и тепанеками, а также использовавшим язык науатль, как лингва франка. Фактически под «ацтекской цивилизацией» можно понимать все народы, населявшие центральную Мексику в поздний постклассический период и объединённые общей культурой. В другом случае ацтеками называют все народы, находившиеся под культурным и политическим господством Теночтитлана.
Когда определение используется для описания этнической группы, оно затрагивает жителей центральной Мексики эпохи позднего постклассического периода, говорящих на языке науатль. В частности, это касается этнической группы, сыгравшей ключевую роль в создании гегемонической империи со столицей в Теночтитлане.
Раньше определение «ацтеки» применялось для современных этнических групп — в частности, народов, говорящих на языке науатль, так как ранее этот язык упоминался как «язык ацтеков». В настоящее время эти народы принято называть науа. Лингвистами определение «ацтекский язык» используется для описания определённой ветви юто-ацтекских языков (также называемых юто-науан), куда также входит современный язык науатль и родственные языки почутек и пипиль.
Для самих ацтеков слово «ацтеки» не выступало эндонимом для какой-либо конкретной этнической группы. Это был скорее обобщающий термин для описания народов, претендовавших на мифическое происхождение от жителей Ацтлана, при этом они даже могли не принадлежать к науа. Немецкий географ Александр фон Гумбольдт стал автором современного определения «ацтеки» в 1810 году, под которым он подразумевал этно-социальную группу, связанную общей культурой, торговлей, религией и тройственным союзом государства Мешика. После публикации книги американского историка Уильяма Хиклинга Прескотта «История завоевания Мексики» в 1843 году термин «ацтеки» был принят большинством учёных и историков мира, в том числе и мексиканскими учёными, чтобы различать современных мексиканцев и народы, жившие до испанского завоевания. Хотя определение «ацтеки» всё чаще становится предметом обсуждения в последние годы, оно по-прежнему повсеместно распространено для обозначения жителей Теночтитлана и ближайших городов-союзников.

## История

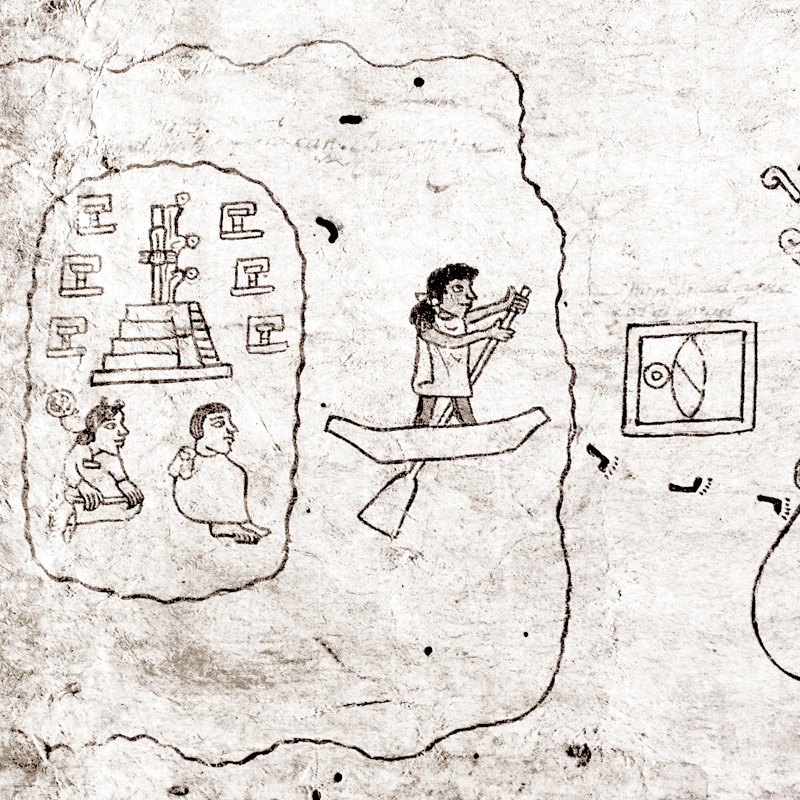
Страница из Кодекса Ботурини, изображающая исход предков ацтеков из мифической долины Ацтлан

Хронология образования Ацтекской империи составляется на основе нескольких источников. Многие археологические находки, от храмовых пирамид до хижин с соломенной крышей, могут быть использованы для понимания того, на что был похож мир ацтеков. Тем не менее, археологам надо обращаться к знаниям из других источников. Ацтекская цивилизация выделяется тем, что оставила после себя обилие письменных источников, подробно описывающих становление Ацтекской империи, её развитие и взаимодействие с соседними государствами. Эти тексты описывают политическую историю ряда ацтекских городов-государств и историю их правящей элиты. Такие хроники записывались в кодексах в виде изображений с глифами. После испанской конкисты, ацтекские историки, освоившие латиницу, перезаписывали хроники в виде текста, или же тексты составляли испанские монахи с устных историй индейцев об их культуре и быте. Важным изобразительным и письменным текстом, созданным в начале XVI века, был «Кодекс Мендоса», названный в честь первого наместника испанской Мексики, возможно, созданный по его поручению для информирования испанской короны о политической и экономической структуре империи ацтеков. В нём есть информация о городах-государствах, завоеванных Тройственным альянсом, о налагаемой на отдельные города дани, классовой/гендерной структуре ацтекского общества. Важную роль в составлении исторических хроник играли также индейские летописцы, такие как Чимальпаин, Фернандо Альварадо Тезозомок, Фернандо де Альва Иштлильшочитль, Хуан Баутиста де Помар, Диего Муньос Камарго и другие.
Испанские монахи также составляли документальные хроники о мезоамериканский культуре и хронологи. Ключевую роль играл Торибио де Бенавенте, один из первых двенадцати францисканцев, прибывших в Мексику в 1524 году. Другим очень значимым францисканцем был Хуан де Торквемада и автор книги «Monarquia Indiana». Доминиканец Диего Дуран также в подробностях описывал детали ацтекской религии и историю основания Теночтитлана. Бесценным источником информации о религии, политической и социальной структуре ацтеков, а также об истории испанского завоевания с точки зрения мексиканских индейцев выступает Флорентийский кодекс. Он составлялся с 1545 по 1576 годы в форме этнографической энциклопедии, описывающей религию, календарь, знания ацтеков о ботанике и зоологии, ремесле и истории. Кодекс был написан на двух языках на испанском и науатле францисканским монахом Бернардино де Саагуном с помощью индейских историков.
Другим важным источником знаний выступает культура и обычаи современных носителей языка науатль, которые часто могут дать представление о том, как была устроена бытовая и семейная жизнь индейцев доиспанской эпохи. Научные исследования ацтекской цивилизации чаще всего основаны на научных и междисциплинарных методологиях, сочетающих археологические знания с этноисторическими и этнографическими данными.

### Центральная Мексика в классический и постклассический период

Долина Мехико и изображение городов на карте в 1519 году

Вопрос о том, был ли древний город Теотиуакан заселён народом из числа науа, остаётся предметом спора среди учёных, как и вопрос о том, прибыли ли предки науа в долину Мехико в эпоху процветания Теотиуакана. Тем не менее учёными и историками однозначно признано, что науа не являются коренными народами центральной Мексики и прибыли туда с севера, из мест, где ныне располагаются северные регионы Мексики и южные регионы США. Когда в VI веке Теотиуакан пришёл в запустение, власть в центральной Мексике переместилась в такие города-государства, как Чолула и Шочикалько, которые вероятно уже были образованы народами науа. В одном из исследований было высказано предположение, что науа первоначально населяли регион Бахио, располагающийся ныне в мексиканском штате Гуанахуато. Пик численности населения пришёлся на VI век, после чего популяция быстро пошла на спад из-за длительного засушливого периода. Данный период совпал со вторжением нового населения в долину Мехико. Предположительно именно в это время произошёл приток носителей науатля в центральную Америку. Эти люди, осваивая новые земли, вытесняли носителей ото-мангских языков и быстро распространяли своё политическое влияние на юг. Бывшие кочевые народы и охотники-собиратели стали быстро перенимать мезоамериканскую культуру, их обычаи и религию, таким образом создав фундамент для развития ацтекской культуры. После IX века, в постклассический период, все крупнейшие города-государства были почти наверняка заселены народами науа. Среди них были такие города, как Тула, Тенайука, Колуакан и Куэрнавака.

### Миграция мешика и основание Теночтитлана
В этноисторических источниках колониального периода сами мешика (самоназвание ацтеков) подробно описывают своё прибытие в долину Мехико. Этноним ацтеков (аст. Aztecah) переводится, как люди из ацтлана — мифического северного региона. Следовательно, термин «ацтеки» применяется ко всем тем народам, утверждающим о своём происхождении из этого мифического места. Хроники описывают то, как разные народы, среди которых мешика, тлашкальтеки, тапанеки и акольуа, пришли в долину Анауак вокруг озера Тескоко с севера. Место расположения этих долин и озера известны наверняка — это сердце современного Мехико. Легенда гласит, что предки мешика пришли с севера, из места, называемого Ацтлан, и принадлежали к последнему из семи науатлаков (аст. nahuatlaca, «говорящие на науатле», от слова tlaca, означающего «человек»).
Когда мешика прибыли в долину Мехико, регион населяло множество городов-государств. Самыми могущественными из них были Колуакан на юге и Аскапоцалько на западе. Мешика попытались заселиться в регионе Чапультепек, однако были изгнаны оттуда тепанеками. В 1299 году колуаканский правитель Кошкоштли разрешил мешика обосноваться в пустынной долине Тизапана на правах вассалов, где в конце концов мешика переняли культуру и религию колуакана. Мешика утвердили своё влияние в составе государства Колуакана, женившись на представителях колуаканский знати, чьи корни, согласно их верованиям, восходили к легендарному городу Тула. Однако в результате дипломатического конфликта, Колуакан решил изгнать мешика из Типазана, и мешика снова были вынуждены кочевать. Тогда народу мешика явился бог Уицилопочтли (аст. Huitzilopochtli), что означает «колибри юга». Общеизвестна легенда об орле, сидевшем на кактусе-опунции на острове посреди озера и поедавшем змею, — образ из пророчества, гласившего, что именно в таком месте должно основать новый дом. Эта сцена — орёл, поедающий змею, — изображена на мексиканском флаге.
Итак, в 1256 году мешика остановились на скале, омываемой родником и окружённой зарослями ауэуете. Это был Чапультепек, тогда — лес. Перед ними простиралось озеро Тескоко. К приходу мешика земли вокруг озера Тескоко давно были поделены между прибрежными городами-государствами. Признав верховную власть правителя города Аскапоцалько, мешика обосновались на двух небольших островах и построили Тлателолько (Тлальтелолько). Теночтитлан (город Теноча) был основан в 1325 г. Со временем он стал большим искусственным островом, теперь это место — центр города Мехико. Согласно легенде, когда ацтеки прибыли в долину Анауак, местное население считало их самой нецивилизованной группой, но мешика решили учиться; и они взяли все знания, какие только могли, от других народов, — большей частью от древних тольтеков (которых они могли путать с более древней цивилизацией Теотиуакана). Для мешика тольтеки были создателями всей культуры, слово «тольтекайотль» было синонимом культуры. Легенды мешика отождествляют тольтеков и культ Кетцалькоатля с мифическим городом Толлан (современная Тула, штат Идальго, Мексика), который они также отождествляли с более древними теотиуаканами. Год основания Теночтитлана датируется, как правило, 1325 годом. В 1376 году была основана королевская династия мешика, когда Акамапичтли, сын отца-мешика и колуаканской матери, был избран первым тлатоани города Теночтитлан.

### Первые правители мешика
В первые 50 лет после основания династии мешика, Теночтитлан платил дань Аскапоцалько, самому влиятельному государству в долине Мехико в тот момент, во главе с Тесозомоком. Мешика снабжали тепанеков воинами и в результате удачных военных кампаний получали часть дани от завоёванных государств. Это обеспечило Теночтитлану экономический и демографический рост.
В 1396 году вторым тлатоани стал Уитцилиуитль, он женился на дочери Тесозмока, чтобы укрепить и так хорошие отношения с Аскапоцалько. Чимальпопока, сын Уитцилиуитля, стал правителем Теночтитлана в 1417 году. В 1418 году Аскапотцалько начал войну с союзным для мешика городом акльуа и убил их правителя Иштлильшочитля I. Даже несмотря на то, что Иштлильшочитль был женат на дочери мешиского правителя Чимальпопоки, Теночтитлан был вынужден поддержать Тесозмока. Тесозмок умер в 1426 году и его сыновья устроили борьбу за трон в Аскапотцалько. Во время этой борьбы Чимальпопока умер и был вероятно убит сыном Тесозмока — Маштлой, который видел в нём опасного соперника. Ицкоатль, брат Уитцилиуитля и дядя Чимальпопоки, был избран следующим тлатоани. Теночтитлан объявил войну Аскапотцалько во главе с Маштлой и нашёл союзника в лице Несауалькойотля, сына убитого правителя Тескоко Иштлильшочитля I. Ицкоатль также заключил союз с братом Маштлы, правителем тепанеков в городе Тлакопан. Так образовался тройственный союз Теночтитлана, Тескоко и Тлакопана, вместе они покорили Аскапотцалько в 1428 году, уничтожили город и принесли в жертву Маштлу. После этой победы Теночтитлан стал самым влиятельным городом в долине Мехико, и из тройственного союза была основана Ацтекская империя.
Ицкоатль продолжил завоевательную политику, покорив такие города-государства как Кульякан, Сочимилько, Куитлауак и Микскик и облагая их данью, поступавшею в Теночтитлан. В этих регионах экономика основывалась на высокопродуктивном сельском хозяйстве чинампах — искусственных участках с богатой почвой в мелководном озере Сочимилько. Затем Ицкоатль предпринял дальнейшие завоевания в долине Морелос, подчинив город-государство Куаунахуак (ныне Куэрнавака).

### Эпоха правления Монтесумы I

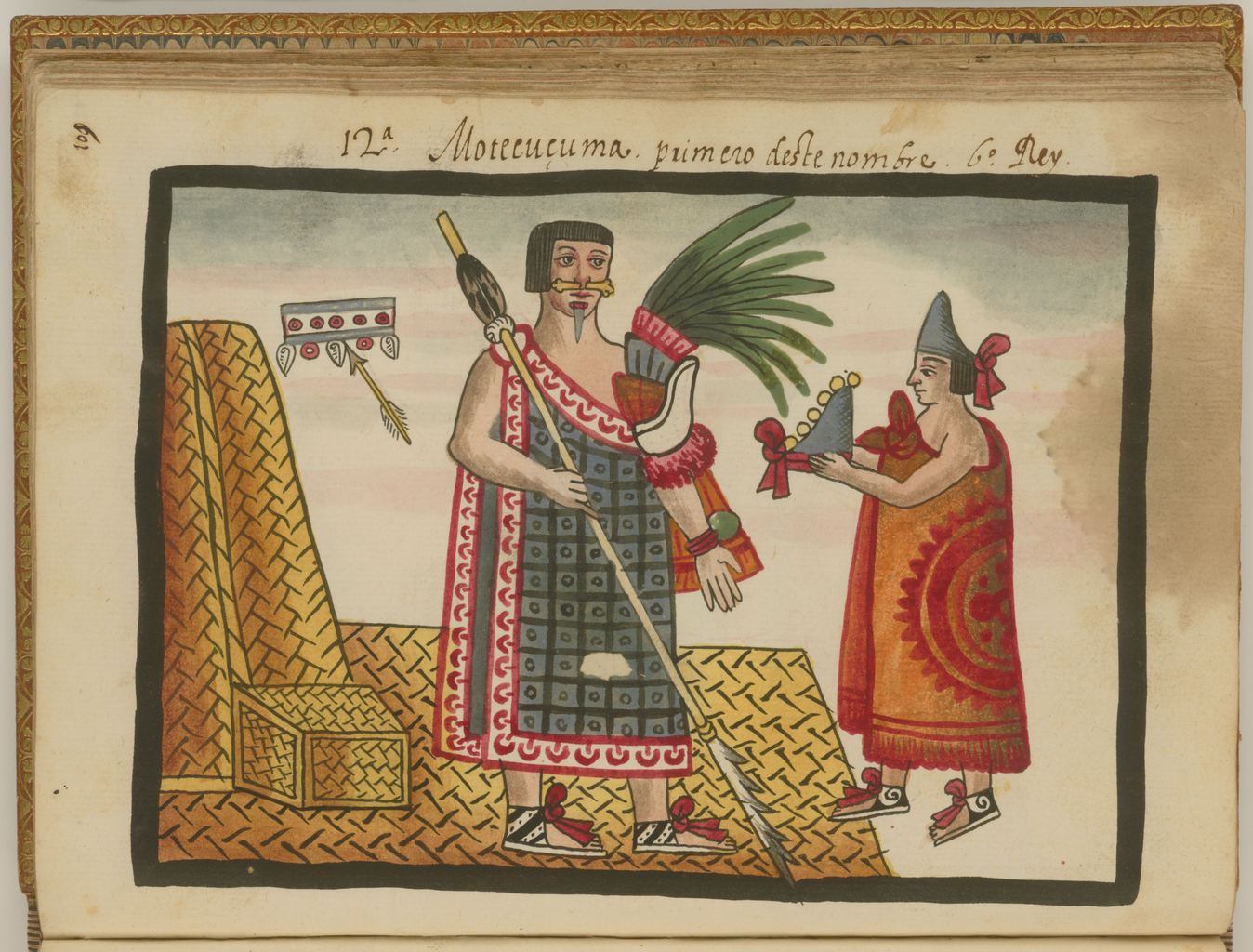
Коронация Монтесумы I, Кодекс Товар

В 1440 году Монтесума Илуикамина был избран тлатоани Теночтитлана. Он был сыном Уитцилиуитля, братом Чимальпопоки и ранее служил военным лидером во время завоевательных походов своего дяди Ицкоатля в войне против Тепанеков. Появление нового правителя Теночтитлана часто служило поводом для некоторых подчинённых городов организовывать восстания и отказываться платить дань. Таким образом, избрание нового тлатоани сопровождалось не только организацией коронации, но и демонстрацией своей военной мощи против мятежников и новыми завоеваниями. Монтесума решил иным образом проверить вассальные государства на верность, потребовав прислать рабочих в Теночтитлан, чтобы перестроить Великий храм Теночтитлана. Только город Чалько отказался представить рабочих, и военный конфликт между Чалько и Теночтитланом продолжался до 1450-х годов. Монтесума покорил города в долине Морелос и Герреро, а затем предпринял новые завоевания в регионе уакстеков на севере Веракруса, в миштекском регионе Койхтлахуака и в больших частях региона Оахаки, а затем снова в центральном и южном частях региона Веракрус, завоевав такие города как Косамалопан, Ауилизапан и Куетлаштлан. Основными противниками ацтеков в этот период выступали города Тласкалан, Чолула и Уэшоцинко, которые поставляли воинов в завоёванные ацтеками города. Поэтому Монтесума организовал «холодную войну», предпринимая мелкие стычки с этими городами, чтобы рано или поздно истощить их силы.
Монтесума также укрепил политическую структуру тройственного союза и внутриполитическую организацию Теночтитлана. Его брат Тлакаелель служил Монтесуме главным советчиком и главным организатором политических реформ в этот период, укрепляя власть правящего класса (аст. pipiltin) и учреждая свод юридических законов и практику восстановления в правах покорённых правителей в их городах, присягнувших в верности Теночтитлану.

### Дальнейшее расширение империи
В 1469 году следующим правителем стал Ашаякатль, сын Тесозмока и дочери Монтесумы Атотозтли II. Он предпринял успешную кампанию коронации далеко к югу от Теночтитлана против сапотеков в Теуантепеке. Ашаякатль также завоевал независимый город Тлателолько, расположенный в северной части острова, где также располагался Теночтитлан. Правитель Тлателолько Мокуиху был женат на сестре Ашаякатля, и его предполагаемое жестокое обращение с ней было использовано в качестве предлога для взятия Тлателолко непосредственно под контроль тлатоани Теночтитлана.
Ашаякатль затем организовал завоевательный поход в регионы в центральном Герреро, в долине Пуэбла, на побережье залива, против государств Отоми и Матлацинка в долине Толука. Долина Толука выступала также границей с могущественным государством Тарасков в Мичоакане. Ашаякатль вознамерился покорить и данное государство, им была организована военная кампания (аст. Michhuahqueh) в 1478-79 годы, однако ацтекская армия была отброшена хорошо организованной обороной Тарасков, и Ашаякатль был окончательно повержен в битве при Тлашималояне, потеряв большую часть армии, состоявшей из 32 000 человек. Остатки армии фактически преследовались до самого Теночтитлана.
В 1481 году, после смерти Ашаякатля, следующим правителем был избран его старший брат Тисок. Коронационная кампания Тисока против Отоми из Метцитлана потерпела неудачу, поскольку он проиграл главное сражение и сумел привести только 40 пленных, предназначенных для принесения в жертву для его церемонии коронации. Увидев слабость нового тлатоани, многие подчинённые города-государства восстали, и большая часть недолгого правления Тисока была потрачена на попытки подавить восстания и сохранить контроль над областями, завоёванными его предшественниками. Тисок внезапно скончался в 1485 году, вероятно его отравил собственный брат Ауисотль и военный лидер, который стал следующим тлатоани.
Следующим правителем был Ауисотль, брат Ашаякатля и Тисока и военный лидер под командованием Тисока. В рамках успешной кампании коронации, Ауисотль подавил восстания в долине Толука, покорил Хинотепе и несколько общин в северной долине Мехико. Вторая кампания между 1491 и 1495 годами на побережье Тихого океана также была очень успешной. Ауисотль инициировал второе расширение Великого храма Теночтитлана, открытие которого состоялось в 1487 году. На церемонию инаугурации мешика пригласили правителей всех подвластных им городов в качестве зрителей в их церемонии, на которой в жертву были принесено беспрецедентное количество военнопленных. Некоторые источники приводят цифру в 80 400 заключенных, принесенных в жертву в течение четырёх дней. Вероятно, фактическая цифра жертв была намного меньше, но все же насчитывала несколько тысяч человек. При правлении Ауисотля были возведены такие административные единицы, как Калицтлауака, Малиналько и Тепостлан. После восстания в городах Алауицтлан и Оцтотикпак, Ауисотль приказал казнить всё местное население и заселить регион выходцами из долины Мехико. Он также построил укрепленный гарнизон в Оцтума для защиты границы от государства Тарасков.

### Закат эпохи и испанское завоевание

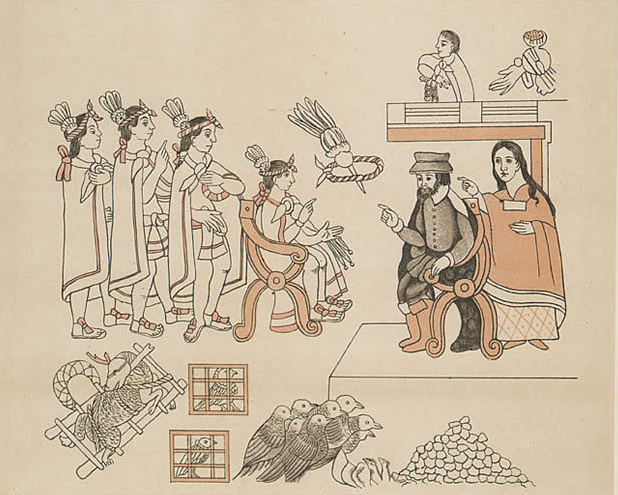
Встреча Монтесумы II и Эрнана Кортеса с переводчицей Малинче 8 ноября 1519 года

Следующим тлатоани был избран Монтесума II, также известный как правитель ацтекской империи в период прибытия испанцев в долину Мехико. Монтесума II преуспевал в правление Ауисотля и свою кампанию коронации проводил вместе с осадой города Нопаллан в Оахаке и подчинением соседнего региона империи. Монтесума, продолжая традицию предшественника, организовал завоевания больших городов в Герреро, Оахаке, Пуэбло и даже далеко на юге вдоль побережья Тихого океана, покорив провинцию Шоночко в ныне штате Чьяпас. Монтесума также организовал цветочные войны с Тлакскалой и Уэхоцинго и заключил союз с Чолулой. Кроме того, он реформировал классовые структуры ацтекского общества, усложнив процесс вступления в знатное сословие, которое ранее было возможно, если человек доказывал свою доблесть в бою. Он также ввел строгий кодекс, ограничивающий доступ к предметам роскоши представителям низших сословий.

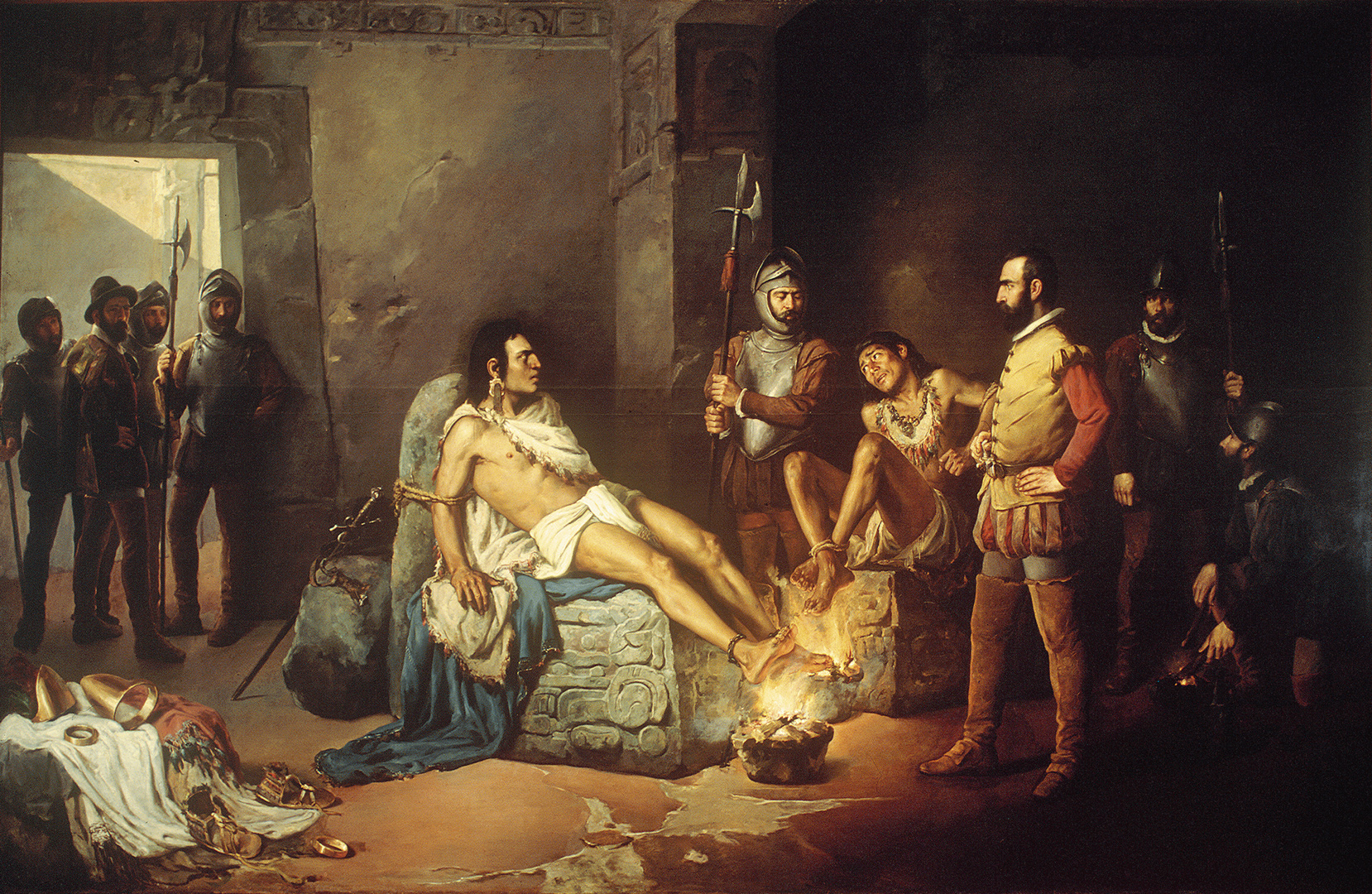
«Мученичество Куаутемока», картина XIX века Леандро Изагирре

В 1517 году Монтесума получил первые известия о таинственных кораблях на побережье мексиканского залива недалеко от Чемпоаллана с воинами из неизвестной цивилизации. Монтесума направил посланников, чтобы поприветствовать их и выяснить, с какой целью они прибыли. В 1519 году тлатоани сообщили, что иноземцы прибыли в составе целого флота во главе с Эрнаном Кортесом и заключили союз с тласкаланцами, традиционными врагами ацтеков. 8 ноября 1519 года Монтесума II принял Кортеса, его войско и союзников из Тласкалы на дамбе к югу от Теночтитлана и пригласил испанцев остаться в качестве гостей. Когда ацтекские войска разрушили испанский лагерь на побережье залива, Кортес приказал Монтесуме казнить командиров, ответственных за атаку, и растерянный тлатоани выполнил приказ. На данном этапе баланс сил сместился в сторону испанцев, которые теперь держали Монтесуму в плену в своем собственном дворце. Когда смена власти стала очевидной для подданных Монтесумы, Теночтитлан уже относился с неприкрытой враждебностью к испанским пришельцам, и в июне 1520 года мешика организовали военные действия против испанцев, кульминацией которых стала резня в великом храме Теночтитлана. Во время боя Монтесума был убит испанцами или же самими мешика, считавшими его предателем.
После изгнания испанцев из города следующим тлатоани стал Куитлауак, бывший советник Монтесумы, который укрепил оборону Теночтитлана против испанских захватчиков и их союзников. Он правил только 80 дней, возможно умерев от занесённой испанцами оспы. Его сменил Куаутемок ― последний независимый тлатоани, до самой своей смерти проводивший оборону Теночтитлана. Ацтеки были повержены из-за занесённых болезней, уничтоживших большую часть населения, а также из-за помощи испанцам многочисленных союзников в лице раннее порабощённых городов-государств. После осады и полного разрушения ацтекской столицы Куаутемок был захвачен 13 августа 1521 года, что ознаменовало начало испанской гегемонии в долине Мехико. Испанцы держали Куаутемока в плену до тех пор, пока его не казнили по приказу Кортеса, предположительно за измену, во время неудачной экспедиции в Гондурас в 1525 году. Его смерть ознаменовала конец эры в политической истории ацтеков.

## Колониальный период, 1521–1821 гг.

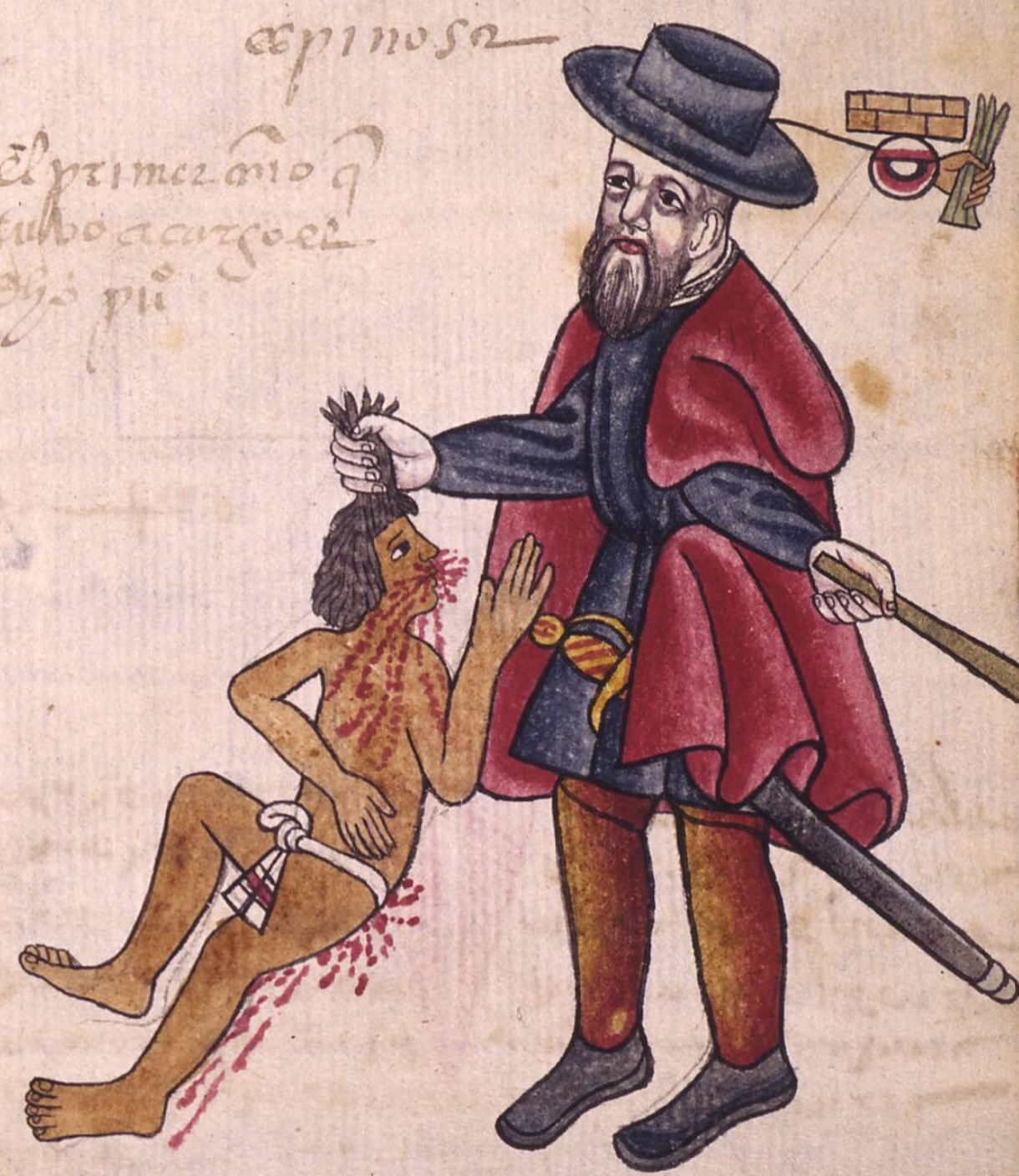
Кодекс Кингсборо, свидетельствующий о жестоком обращении испанцев с науа в рамках испанской трудовой системы энкомьенда.

Теночтитлан был переименован Мехико, старая же ацтекская архитектура постепенно вытеснялась испанской, а озеро высохло из-за неумения или нежелания испанцев поддерживать систему дамб ацтеков. После падения Теночтитлана ацтекские воины были зачислены во вспомогательные войска наряду с испанскими союзниками-тлашкальтеками, и силы ацтеков участвовали во всех сражениях испанцев в последующих завоевательных кампаниях в северной и южной Мезоамерике. Это означало, что аспекты культуры ацтеков и язык науатль продолжали расширяться в течение раннего колониального периода, поскольку вспомогательные силы ацтеков основывали постоянные поселения во многих районах, которые были переданы под власть испанской короны.
Правящая династия ацтеков продолжала управлять местным государством на месте бывшего Теночтитлана из испанского Мехико, но последующие местные правители были в основном марионетками, поставленными испанцами на престол. Одним из них был Андрес де Тапиа Мотельчиух, назначенный испанцами. Другие бывшие ацтекские города-государства также были включены в испанскую империю как колониальные города коренных народов, управляемые местным губернатором. Первоначально эту должность часто занимал представитель правящей линии коренных народов, а губернатором был тлатоани, но со временем эти две должности во многих городах науа были разделены. Губернаторы из числа коренных народов отвечали за колониальную политическую организацию индейцев. В частности, они собирали налоги и использовали принудительный труд местных простолюдинов в интересах испанских энкомендерос. Энкомендерос владели энкомьендами – большими участками сельскохозяйственных земель, на которых жили энкомендерос и их крепостные. Испанцы принудили племена предоставить им в частную собственность коренное население и землю для порабощения и создания энкомьенд. Иногда представители коренного населения извлекали выгоду из этой системы и в колониальный период достигали значительного богатства и власти.

### Сокращение численности населения

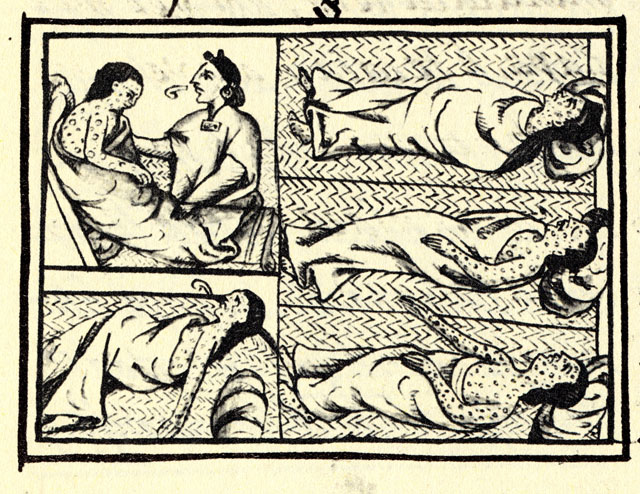
Описание оспы во время испанского завоевания в книге XII Флорентийского кодекса.

После прибытия европейцев в Мексику и их завоевания численность коренного населения значительно сократилась. Во многом это было результатом эпидемий вирусов, завезённых на континент, против которых у местных жителей не было иммунитета. В 1520—1521 годах среди населения Теночтитлана произошла вспышка оспы, которая привела к падению города; дальнейшие значительные эпидемии произошли в 1545 и 1576 годах.
Общего мнения о численности населения Мексики на момент прибытия европейцев нет. По предварительным оценкам, численность населения долины Мехико была очень мала, в 1942 году Кюблер оценивал её в 200 000 человек. В 1963 году Бора и Кук использовали предварительные налоговые списки для расчёта числа жителей Центральной Мексики, составлявшего более 18–30 миллионов человек. Их очень высокая численность подверглась резкой критике за то, что они опирались на необоснованные предположения. Археолог Уильям Сандерс, основываясь на археологических свидетельствах о жилищах, пришёл к оценке в 1–1,2 миллиона жителей долины Мехико. Уитмор использовал компьютерную имитационную модель, основанную на колониальных переписях, чтобы получить оценку в 1,5 миллиона человек в 1519 году и оценку в 16 миллионов для всей Мексики. В зависимости от оценок численности населения в 1519 году масштабы сокращения в XVI веке были примерно одинаковыми, колеблясь примерно от 50 до 90 процентов, при этом оценки Сандерса и Уитмора составляют около 90 процентов.

### Социальная и политическая преемственность и перемены

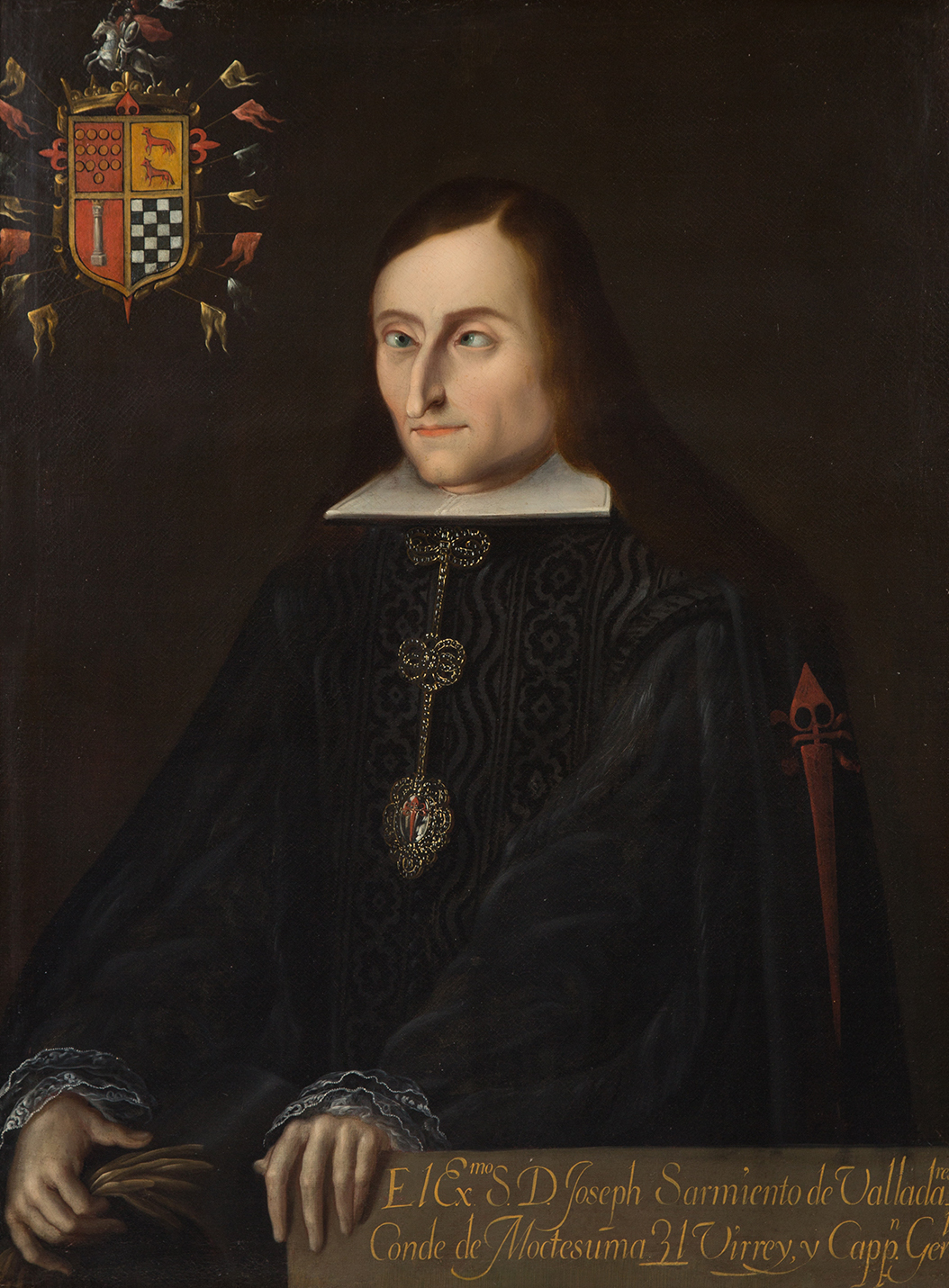
Хосе Сармьенто де Вальядарес, граф Монтесума, вице-король Новой Испании.

Хотя империя ацтеков пала, некоторые представители её высшей элиты продолжали сохранять элитный статус и в колониальную эпоху. Главные наследники Монтесумы II и их потомки сохранили высокий статус. У его сына Педро Монтесумы родился сын, который женился на представительнице испанской аристократии, и следующее поколение стало свидетелем создания титула «граф Монтесума». С 1696 по 1701 год вице-король Новой Испании носил титул графа Монтесумы. В 1766 году обладатель этого титула стал грандом Испании. В 1865 году (во времена Второй Мексиканской империи) титул, который носил Антонио Мария Монтесума-Марсилья де Теруэль и Наварро, 14-й граф Монтесума де Тультенго, был возведён в ранг герцога, таким образом, он стал герцогом Монтесума, а в 1992 году король Испании Хуан Карлос I вновь присвоил титул де Тультенго. Две дочери Монтесумы, донья Исабель Монтесума и её младшая сестра, донья Леонор Монтесума, получили от Эрнана Кортеса обширные владения. Донья Леонор Монтесума была два раза замужем за испанцами и оставила свои владения дочери от второго мужа.
Различные племена народа науа, как и другие мезоамериканские коренные народы колониальной Новой Испании, смогли сохранить многие аспекты своей социальной и политической структуры в условиях колониального правления. Основное разделение, которое провели испанцы, было между коренным населением, организованным в рамках «República de indios», которая была отделена от испаноязычной сферы, «República de españoles». República de españoles включала в себя не только европейцев, но и негров вместе с представителями смешанных рас. Испанцы признали представителей местной элиты дворянами в испанской колониальной системе, сохранив статусные различия эпохи, предшествовавшей завоеванию, и использовали этих дворян в качестве посредников между испанским колониальным правительством и индейскими общинами. Это зависело от их обращения в христианство и сохранения лояльности испанской короне. Колониальные государства народа науа обладали значительной автономией в регулировании своих местных дел. Испанские чиновники не до конца понимали политическую организацию коренных народов, но они признавали важность существующей системы управления и их индейскую элиту. Они изменили политическую систему, используя альтепетли, или города-государства, в качестве основной единицы управления. В колониальную эпоху альтепетль был переименован в кабесерас, или «главные города» (хотя они часто сохраняли термин «альтепетль» в документации на местном уровне, на языке науатль), а отдаленные поселения управлялись кабесерами, называемыми суджетос, подчинёнными сообществами. В кабесерасе испанцы создали городские советы в иберийском стиле, или кабильдо, которые обычно продолжали функционировать как элитная правящая группа в эпоху, предшествовавшую завоеванию. Сокращение численности населения из-за эпидемий привело к многочисленным сдвигам в структуре расселения и образованию новых населённых пунктов. Часто это были принудительные переселения в соответствии с испанской политикой конгрегации. Коренное население, проживающее в малонаселенных районах, было переселено для формирования новых общин, что облегчило им доступ к усилиям по христианизации, а колониальному государству эксплуатацию их труда.

## Государство

### Ацтекская империя

Ацтекская империя

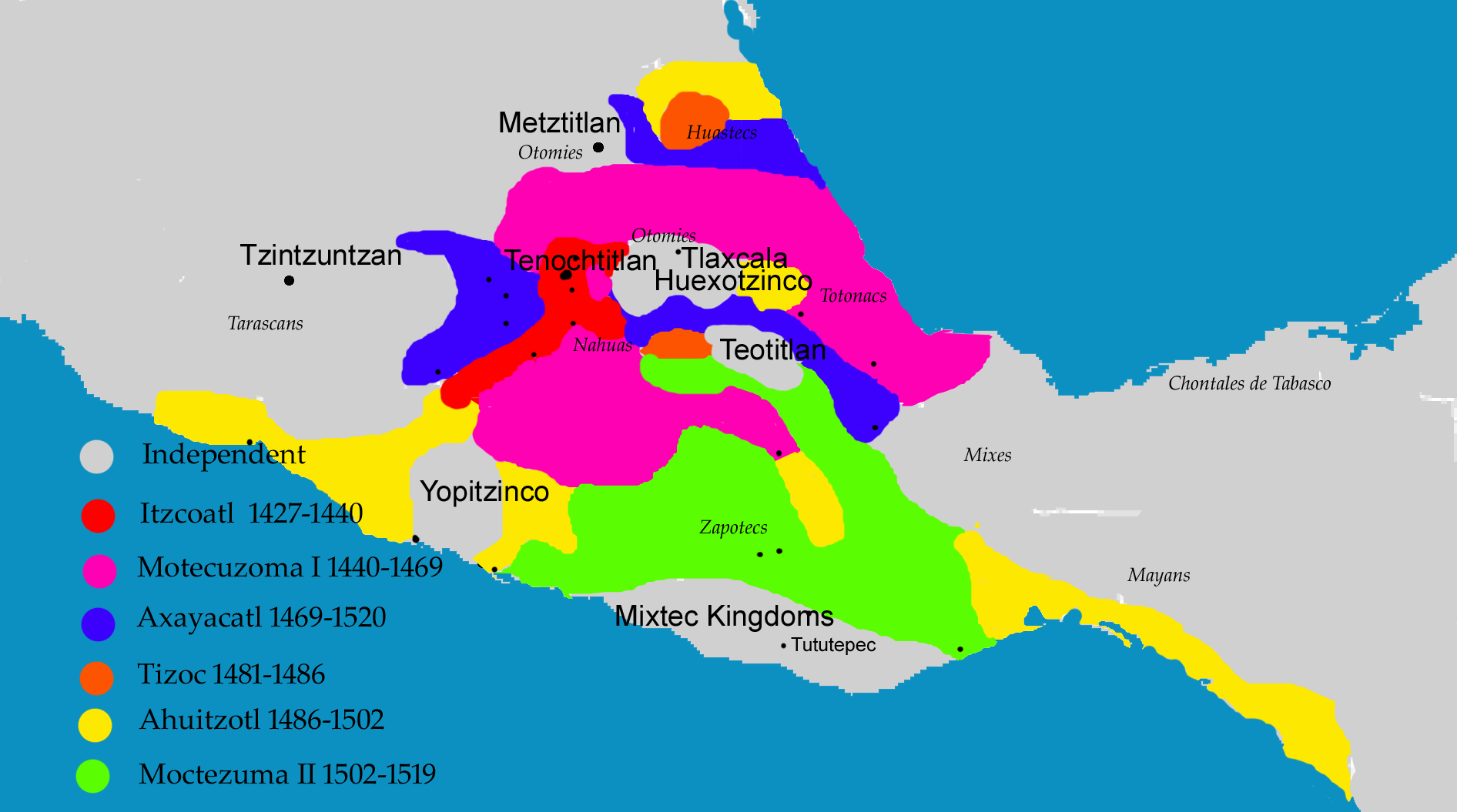
Эволюция территориальных владений ацтеков

Ацтекская империя, подобно большинству империй, была весьма разнообразна этнически. Будучи весьма молодым государственным образованием, по своей структуре она напоминала классические военные деспотии древнего Ближнего Востока — это была скорее единая система сбора дани, нежели единая система управления.
Хотя города под властью ацтеков облагались большой данью, раскопки показывают устойчивый рост благосостояния простолюдинов после подчинения этих городов. Торговля велась даже с вражескими городами. Единственный народ, одержавший победу над ацтеками, — пурепеча (аст. purépecha) — был главным производителем медных топоров.
Основным управленческим вкладом ацтеков стала система коммуникаций между завоёванными городами. В Мезоамерике не было тягловых животных и колёсных транспортных средств, и дороги строились для передвижения пешком. Обычно строительство дорог было частью дани. За дорогами постоянно следили, так что даже женщины могли путешествовать в одиночку; путешественники могли отдохнуть, поесть и даже оправиться в особых благоустроенных для этого местах, расположенных каждые 10—15 километров. Также по этим путям постоянно курсировали гонцы (пайнани), державшие ацтеков в курсе последних событий.
Самого важного чиновника правительства Теночтитлана европейцы обычно называют ацтекским императором. С языка науатль титул императора Уэй Тлатоани (аст. Huey Tlahtoani) переводится примерно как «Великий Оратор»: тлатоке (аст. tlatoque, «ораторы») являлись аристократией, высшим классом общества. Власть тлатоани росла с возвышением Теночтитлана. Ко времени правления Ауицотля титул «тлатоани» уже можно считать аналогом императорского, но, как и в Священной Римской империи, он не передавался по наследству.
В середине XV века важную роль в империи играл Тлакаелель (Tlahcaélel с науатля — «отважное сердце»). Он мог стать тлатоани (аст. tlahtoani), но предпочёл остаться в тени циновки ягуара. Тлакаелель был племянником тлатоани Ицкоатля (аст. Itzcoatl) и братом Чимальпопоки (аст. Chimalpopoca) и Мотекусомы Ильуикамины (аст. Motecuhzoma Ilhuicamina) и носил титул «Сиуакоатль» (Чиуакоатль; аст. Cihuacóatl, в честь богини Чиуакоатль, эквивалент советника); как написано в рукописи Рамиреса, «что приказывал Тлакаэлель, осуществлялось как можно скорее». Это был жёсткий реформатор; он создал новую структуру управления страной, приказал сжечь большинство ацтекских книг, утверждая, что все они лживы, и переписал историю ацтеков. Кроме того, Тлакаэлель реформировал религию, поставив племенного бога Уицилопочтли на один уровень с древними богами Тлалоком, Тескатлипокой и Кетцалькоатлем. К его же подвигам относят (возможно, преувеличивая) введение обычая «цветочных войн» и установление постоянных человеческих жертвоприношений для того, чтобы Солнце продолжало двигаться по небу. Эти установления послужили скорейшему падению ацтекской империи во времена Конкисты и похода Кортеса.
К моменту Конкисты государство ацтеков занимало территорию от Мексиканского залива до Тихого океана, от устьев рек Бальсас и Панукодо до земель майя. С другой стороны, город-государство Тласкала на севере долины Пуэбло не подчинилось ацтекам.

## Ацтекское общество

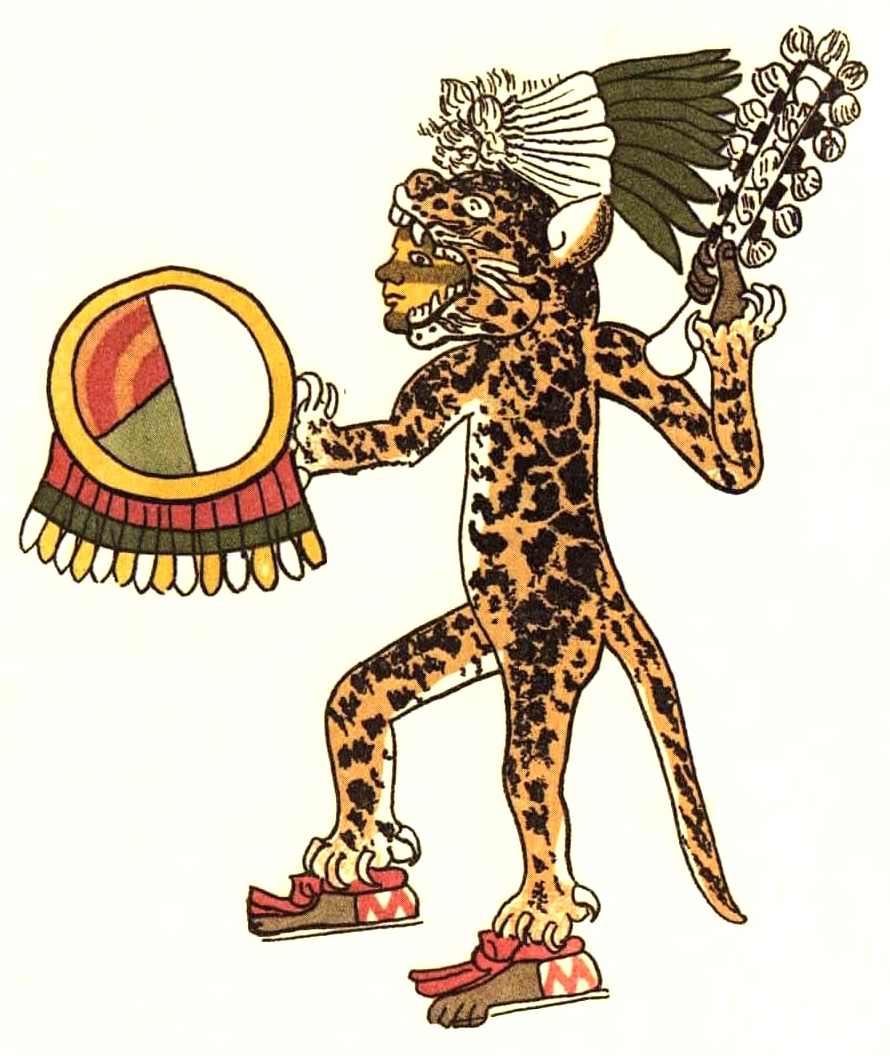
Ацтекский воин-ягуар

### Структура классов
Традиционно общество разделялось на разные социальные слои, или классы, в их числе были: масеуалли (аст. macehualli «люди»), или крестьянство, и пилли (аст. pilli), или знать. Изначально статус знати не передавался по наследству, хоть у сыновей пилли был лучший доступ к ресурсам и обучению, так что им было проще стать пилли. Со временем социальный статус стал наследоваться. Подобным образом ацтекские воины становились пилли благодаря своим воинским достижениям. Только те, кто брал пленников в войне, могли стать постоянными воинами; и со временем воинская слава и награбленное в войне делали их пилли. Как только ацтекский воин захватывал четверых или пятерых пленников, его называли текиуа (аст. tequiua), и он мог получить ранг Орла или Ягуара; позже он мог получить ранг тлакатеккатль (аст. tlacateccatl) или тлакочкалькатль (аст. tlacochcalcatl). Когда юноша достигал совершеннолетия, он не стригся до тех пор, пока не захватит своего первого пленника; иногда двое или трое юношей объединялись для этого, тогда их называли ияк (аст. iyac). Если после прошествии определённого времени — обычно трёх битв — они не могли взять пленника, они становились масеуалли (аст. macehualli); считалось позором быть воином с длинными волосами, означающими отсутствие пленных; однако находились и такие, кто предпочитал быть масеуалли.
Богатая воинская добыча привела к появлению третьего класса, не являвшегося частью традиционного общества ацтеков: почтека (аст. pochtecatl), или торговцы. Их деятельность не была исключительно коммерческой; почтека также были хорошими лазутчиками. Воины их презирали, однако так или иначе отдавали им награбленное в обмен на одеяла, перья, рабов и другие товары.
В поздние годы империи понятие масеуалли изменилось. Эдуардо Ногера подсчитал, что только 20 % населения занималось сельским хозяйством и производством продовольственных товаров. Система хозяйствования, называемая чинампа (аст. chinampa), была очень эффективна, она могла обеспечить продовольствием около 190 тысяч жителей. Также значительное количество продовольствия получалось в виде дани и благодаря торговле. Ацтеки были не только завоевателями, но и умелыми ремесленниками и предприимчивыми торговцами. Позже большинство масеуалли посвятили себя искусству и ремёслам, их работы были важным источником прибыли для города.
Раскопки некоторых ацтекских городов показывают, что большинство предметов роскоши было произведено в Теночтитлане. Необходимо больше исследований, чтобы установить, верно ли это для остальных районов; но если торговля была так важна для ацтекского хозяйства, как это представляется, это может объяснить возвышение почтека как влиятельного класса.

### Рабство
Рабы, или тлакотин, также составляли важный класс, отличавшийся от военнопленных. Это рабство также сильно отличалось от того, что наблюдалось в европейских колониях, и имело много общего с рабством классической древности. Во-первых, рабство было личным, дети раба были свободны. У раба могла быть личная собственность и даже собственные рабы. Рабы могли купить свою свободу, и рабы могли быть освобождены, если они были способны доказать, что с ними жестоко обращались, или у них были дети от хозяев, или они были замужем за своими владельцами.
Обычно при смерти владельца освобождались те рабы, чья работа высоко ценилась. Остальные рабы передавались как часть наследства.
Другой весьма поразительный способ освобождения раба был описан Мануэлем Ороско-и-Берра (исп. Manuel Orozco y Berra): если на базаре раб мог избежать пристального наблюдения хозяина, выбежать за стены рынка и наступить на человеческие экскременты, он мог представить своё дело судьям, которые освобождали его. Затем бывшего раба мыли, давали ему новую одежду (чтобы он не носил одежду, принадлежащую бывшему хозяину) и объявляли свободным. А поскольку, в полную противоположность порядкам в европейских колониях, человека могли объявить рабом, если он пытался предотвратить побег раба (если только он не был родственником хозяина), никто не пытался помогать владельцу поймать раба.
Ороско-и-Берра также пишет, что раба нельзя было продать без его согласия, кроме случаев, когда власти классифицировали раба как непослушного: непослушание определялась по лени, попыткам побега и плохому поведению. Непослушных рабов заставляли носить деревянные шейные кандалы с обручами сзади. Кандалы были не просто знаком вины; их устройство усложняло побег в толпе или в узких проходах.
При покупке закованного в кандалы раба покупателю сообщали, сколько раз этого раба перепродавали. Раба, проданного четырежды как непослушного, могли продать на жертвоприношение; такие рабы продавались за более высокую цену.
Однако если закованный раб добивался представления в королевском дворце или храме, он получал свободу.
Ацтек мог стать рабом в качестве наказания. Приговорённого к смерти убийцу могли отдать в рабы вдове убитого по её желанию. Отец мог продать своего сына в рабство, если власть объявляла сына непослушным. Должников, не платящих долги, также могли продать в качестве рабов.
Кроме того, ацтеки могли продавать в рабство сами себя. Они могли оставаться свободными достаточно долго, чтобы насладиться ценою своей проданной свободы, — около года, — после чего шли к новому хозяину. Обычно это было уделом неудачливых игроков и старых ауини (аст. ahuini) — куртизанок или проституток.

### Развлечения и игры
Несмотря на то, что можно было пить пульке (аст. pulque), сброженный напиток с невысоким содержанием алкоголя, ацтекам запрещалось напиваться до достижения преклонного возраста; нарушение этого запрета каралось смертью.
Как и в современной Мексике, ацтеки были страстными игроками в мяч, но в их случае это был тлачтли (аст. tlachtli), ацтекский вариант древней месоамериканской игры улама. В эту игру играли цельным резиновым мячом размером с человеческую голову. Мяч называли олли (аст. olli), откуда происходит исп. hule — резина.
В ацтекских городах обычно были два специальных комплекса для этой игры. Игроки могли бить по мячу бёдрами (в некоторых версиях также разрешалось использовать локти, ракетки, биты и камни); целью игры было пробросить мяч сквозь каменное кольцо. Удачливому игроку, умудрявшемуся это сделать, давалось право забрать одеяла публики, поэтому победа сопровождалась беготнёй, криками и смехом. Люди делали ставки на результаты игры: бедняки могли ставить свою еду, пилли могли ставить свои богатства, текутли (аст. tecutli «собственники») могли поставить на кон своих наложниц или даже города, а те, у кого ничего не было, ставили свою свободу и рисковали стать рабами.

## Образование и наука

### Обучение детей
Обычно детей обучали родители. С пяти лет некоторые мальчики посещали школу, где их учили писать и считать. Все школьники носили одинаковые причёски: косичку с одной стороны. С другой стороны волосы сбривали налысо. Существовало устное предание (набор мудрых наставлений), называемый уэуэтлатолли (аст. huehuetlatolli «речения стариков»), где были описаны морально-этические идеалы ацтеков. Имелись особые изречения на каждый случай: для приветствия, пожеланий при рождении ребёнка, слова прощания при смерти. Отцы напоминали дочерям о необходимости быть привлекательными, но не пользоваться косметикой чрезмерно, чтобы не выглядеть, как ауиани (аст. ahuiani). Матери советовали своим дочерям поддерживать своего мужа, даже если он окажется скромным крестьянином. Мальчиков учили быть скромными, послушными и трудолюбивыми.
Существовало два типа образовательных учреждений: в училищах, именовавшихся тепочкалли (аст. tepochcalli), обучали истории, религии, военному искусству, а также торговле или ремеслу (крестьянскому или мастеровому); в школах кальмекак (аст. calmecac), куда в основном ходили сыновья пилли, сосредоточивались на обучении вождей (тлактоков), жрецов, учёных и учителей тлатиними (аст. tlatinimi) и писцов тлакуило (аст. tlacuilo). Они обучались ритуалам, грамоте, летосчислению, поэзии и, как и в тепочкалли, боевым искусствам.
Не вполне ясно, предназначались ли школы кальмекак исключительно для отпрысков пилли или нет: так, по некоторым источникам, молодёжь имела возможность выбирать, где именно обучаться. Вполне возможно, что обычный народ предпочитал тепочкалли, так как простолюдину было легче возвыситься, используя свои воинские способности; стезя же жреца или тлакуило (аст. tlacuilo) не могла обеспечить юноше столь же быстрого роста в обществе.
Для одарённых детей существовали две основные возможности: одних отправляли в дом песен и танцев, а других — в дом игры в мяч. Оба рода занятий имели высокий статус.

### Медицина
Медицина ацтеков была на уровне основных достижений развитых обществ древнего Востока, а также сравнима с медициной древней Греции и древнего Рима. У ацтеков было несколько сотен терминов для обозначения частей человеческого тела. Лекарственное врачевание на континенте было тесно связано с магией, однако по сути своей оно основывалось на многовековом эмпирическом опыте народов. Лечением болезней занимались жрецы и врачеватели, которых называли тиситль. Они занимались своей практикой публично и располагали богатой сокровищницей лекарственных средств растительного происхождения, большинство из которых не было известно в Старом Свете. Созданные ими сады лекарственных растений поразили испанских конкистадоров (Западная Европа того времени ещё не знала аптекарских садов и огородов).
О врачевании и лекарственных растениях Месоамерики вкратце упоминали почти все хронисты XVI века (Эрнан Кортес, Берналь Диас дель Кастильо, Диего Дюран, Тесосомок, Иштлильшочитль, Торквемада, Мотолиниа, Мендьета, Акоста, Мартин де ла Крус, Саагун). Бернардино де Саагун подошёл к этому вопросу с особым энтузиазмом, описав сами растения, приведя их местные названия, а в некоторых случаях и место произрастания. В своей «Общей истории о делах Новой Испании» сам Саагун дал описания 123 лекарственным травам, в то время, как в текстах его информаторов упоминаются 266 растений.
Данные Саагуна отличаются от собранных ранее крещённым ацтеком Мартином де ла Крусом (1552), который написал на науатль иллюстрированную рукопись, переведённую на латынь Хуаном Бадиано под названием «Libellus de Medicinalibus Indorum Herbis» (либо «Кодекс Де ла Крус Бадиано») на 63 листах. Только 15 растений у последнего совпадают с теми, что у Саагуна, и 29 растений совпадают с теми, что у индейских информаторов. Всего в кодексе (книги X и XI) в специальных разделах о травах описано 251 лечебное растение и приведено 185 цветных рисунков. Сегодня многие из них изучены и введены в мировую медицинскую практику. Однако большинство из них остаются неизвестными современной науке.
В 1570—1577 годах в Мексике работал над созданием обширного труда на латыни по ботанике и зоологии Франсиско Эрнандес де Толедо (1514 или 1517—1578), но его работа была опубликована лишь в 1615 году на испанском языке под названием «Естественная история Новой Испании», или «История растений Новой Испании», или «Растения и Животные Новой Испании…», или «Четыре книги о природе и достоинствах растений и животных» («Historia Natural de Nueva España», или «Historia de las plantas Nueva España», или «Plantas y Animales de la Nueva Espana, y sus virtudes por Francisco Hernandez, y de Latin en Romance por Fr. Francisco Ximenez», или «Quatro libros de la naturaleza y virtudes de las plantas y animales…»). За семь лет своих исканий Эрнандес собрал сведения о 3076 растениях и более 500 животных, и почти ко всем из них он привёл их характеристики. Из 3076 растений ботаники Вальдес и Флорес в 1985 году идентифицировали 667 растений на уровне видов, а 347 — на уровне родов или семей. Позже его книга неоднократно переиздавалась, а некоторые растения из неё благодаря Эрнандесу получили в дополнение к биноминальной номенклатуре авторство таксона. Согласно Международному кодексу ботанической номенклатуры (МКБН) ему присвоено наименование F.Hern.
Основное отличие работ Саагуна и Эрнандеса не только в количестве собранных растений, но и в том, что Саагун опирался больше на сведения индейских информаторов, в то время как Эрнандес старался своими силами собирать растения и давать им собственные описания, следуя европейской традиции. Тем самым труд Бернардино де Саагуна несёт в себе немалый доколумбовый аутентичный опыт.

## Религия и мифология
Ацтеки верили во множество богов. Их божественный пантеон был организован вокруг практики календарных ритуалов. Как и другие божественные пантеоны индейцев мезоамерики, религия ацтеков совмещала многобожие и анимизм. Важным элементом в религиозной практике было жертвоприношение богам, так как индейцы верили, что таким образом поддерживают жизненный цикл мироздания.

### Божества

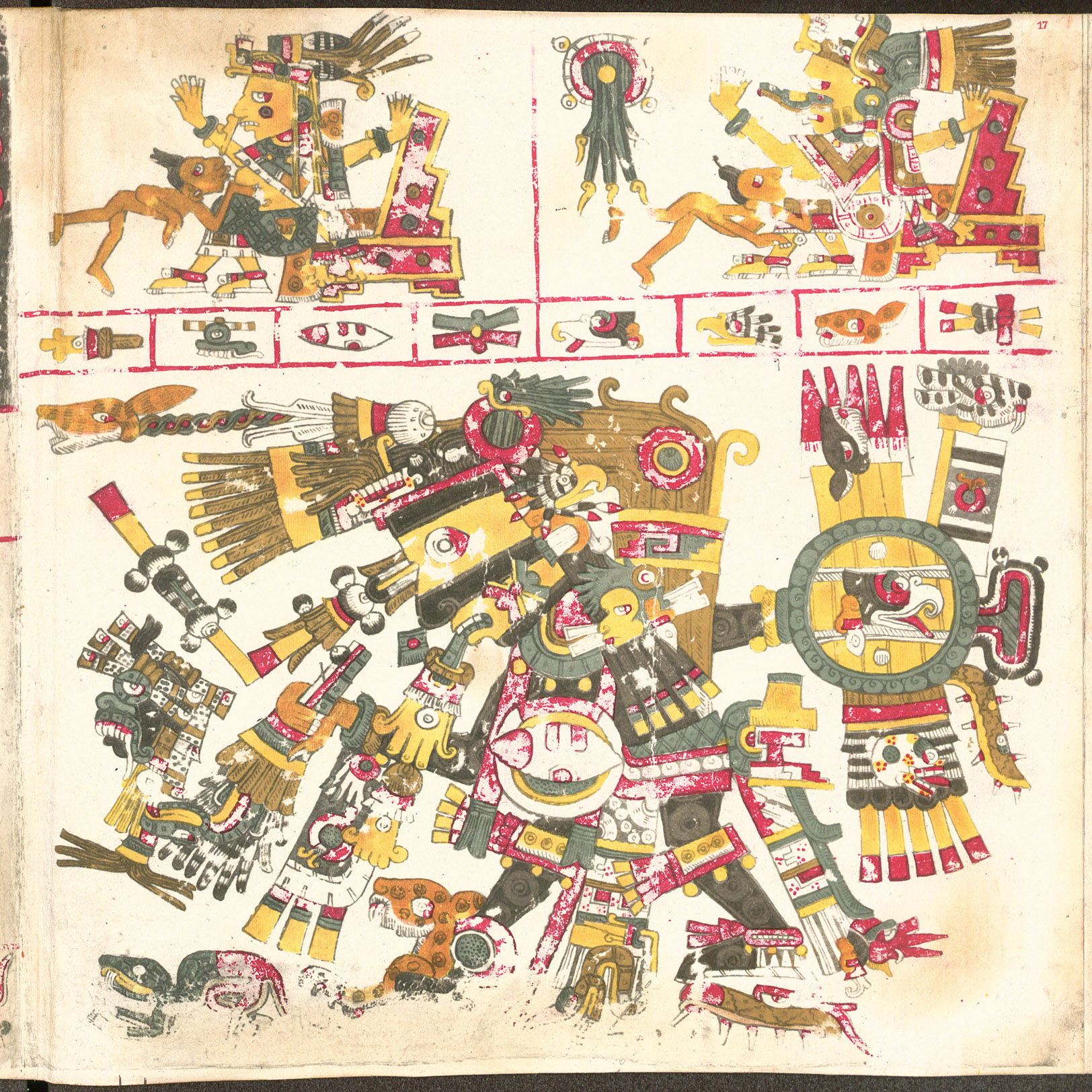
Божество Тескатлипока, изображенное в кодексе Борджиа, один из немногих сохранившихся доиспанских кодексов

Самое важное положение в божественном пантеоне занимали бог ветра, небес, звёзд и культурный герой Кетцалькоатль, бог ночи, магии и пророчества Тескатлипока, бог войны, солнца и покровитель ацтеков Уицилопочтли и бог дождя и бури Тлалок. В самом центре Теночтитлана располагался «великий храм Теночтитлана» — крупный теокалли, на котором располагались два капища, установленных богам Тлалоку и Уицилопочтли. Храмы Кетцалькоатля и Уицилопочтли располагались в отдельных теокалли в центральной площади у великого храма. Верховных жрецов в великом храме называли «Кетцалькоатль Тламаказке». Также важное положение в божественном пантеоне занимали боги и богини — ипостаси друг друга; Тлальтекутли, Коатликуэ — боги земли; Тонакатекутли и Тонакакиуатль — боги жизни, Миктлантекутли и Миктлансиуатль — боги смерти и мира мёртвых; Уэуэтеотль и Шиутекутли — боги домашнего очага; Шочипилли и Шочикецаль — боги песен, танцев и игр; богиня пресной воды Чальчиутликуэ; Шипе-Тотек — божество плодородия и естественного цикла; Тласолтеотль — богиня плодородия, родов и сексуального наслаждения.
В других регионах империи ацтеков, например в Тласкале, роль главных племенных божеств играли Мишкоатль или Камаштли. В нескольких источниках упоминается божество Ометеотль, который, возможно, был богом двойственности между жизнью и смертью, мужчиной и женщиной и возможно выступал ипостасью бога и богини Тонакатекутли и Тонакакиуатль. Помимо главных божеств, место в ацтекском пантеоне занимали десятки других, менее значимых божеств, которые ассоциировались с определёнными природными или культурными элементами. По мере роста империи ацтеков, рос и их божественный пантеон, так как ацтеки принимали божеств побеждённых народов. Кроме того, у главных богов было много альтернативных проявлений или ипостасей, таким образом пантеон формировал целые божественные «семейства».

### Мифология и мироздание

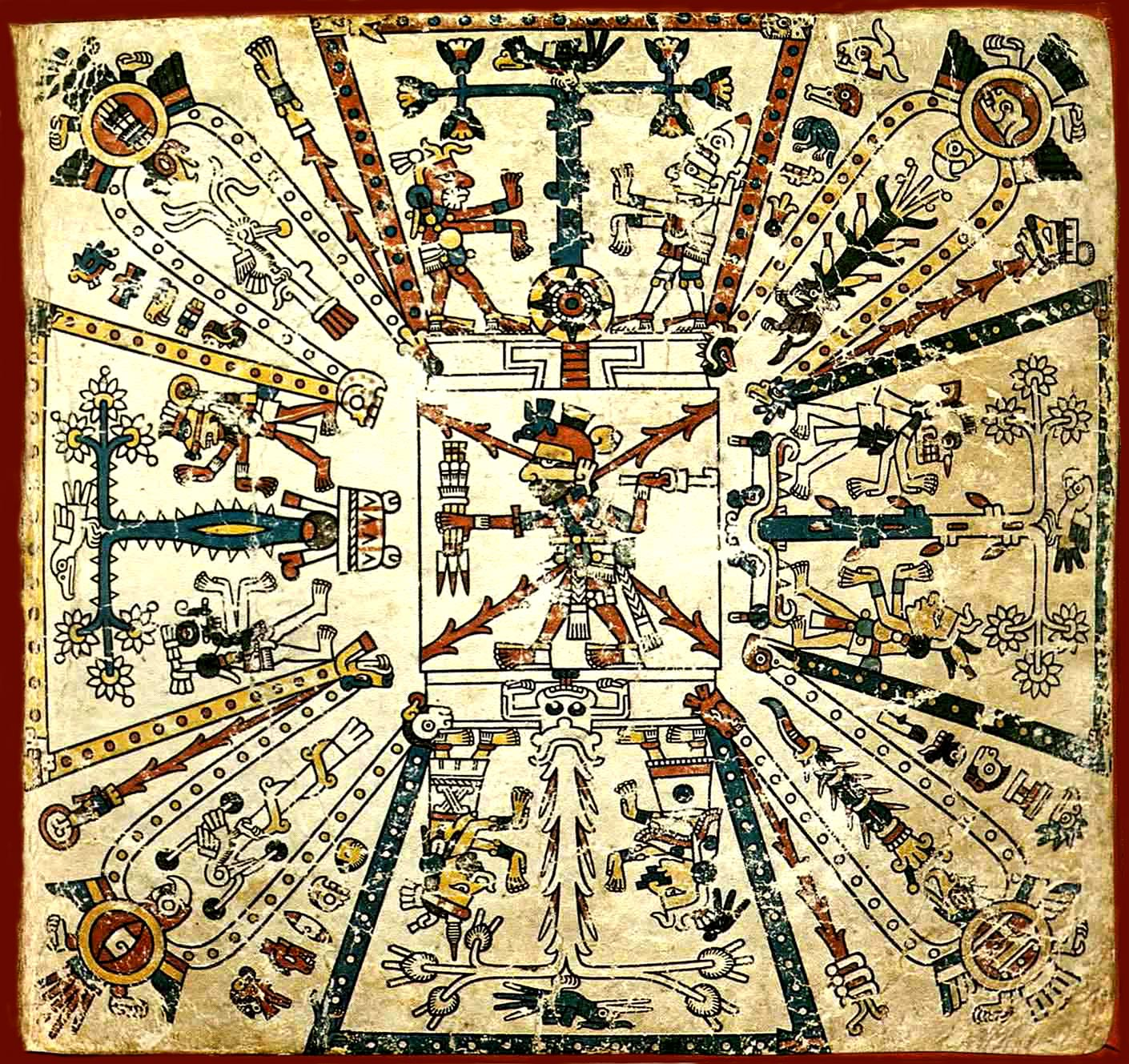
Космологический рисунок, изображающий бога огня Шиутекутли в центре мира. Центр расходится в четыре стороны, каждая из которых представлена мировым деревом, птицей, двумя божествами и календарными именами. Кодекс Кодекс Фейервари-Майер

Информация о сотворении мира согласно мифологии ацтеков известна из ряда письменных источников, составленных индейцами после начала испанского колониального периода. Самый известный из них миф о сотворении мира описывает четыре великие эпохи, каждая из которых управлялась одним из божеств в ацтекском пантеоне, а мир был населён разными существами. Каждая из эпох закончилась вселенской катастрофой. Наша эра — Науи-Оллин, пятая эпоха, пятое солнце или пятое сотворение — избежала разрушения благодаря самопожертвованию бога Нанауатля, что значит «весь в ранах» (по-русски обычно переводится «весь в бубонах»; самый малый и смиренный бог, страдавший от болей, вызванных тяжкой болезнью; он превратился в Солнце). Этот миф связан с древним городом Теотиуаканом (букв. «место превращения в бога»), который уже был покинут и заброшен в те времена, когда в долину современного Мехико пришли ацтеки.
Другой миф описывает Землю как создание двух богов-близнецов — Тескатлипоки (аст. Tezcatlipoca) и Кетцалькоатля. Два бога победили гигантского крокодила Сипактли, который стал землёй, а людям был позволено возделывать землю и сажать свои семена при условии, что они будут предлагать богам свою кровь. Тескатлипока потерял стопу при создании мира, поэтому изображается без стопы и с обнажённой костью. В некоторых разновидностях культа Кетцалькоатля также называют белым Тескатлипокой.
Ещё одна версия гласит, что Кетцалькоатль путешествовал со своим близнецом Шолотлем в подземный мир, чтобы передать кости богине Сиуакоатль, которые она измельчила словно кукурузу на метате и придала полученной массе человеческую форму. Кетцалькоатль окропил создание своей кровью, вдохнув в него жизнь и создав первого человека.
Племенное божество ацтеков Уицилопочтли также присутствует в истории происхождения мешика (ацтеков) и их путешествий. Согласно легенде, Уицилопочтли принял облик комка из перьев, который нёс священник-мешика, и направлял его к месту, где мешика могли бы обосноваться, и всякий раз подталкивал племя к войне с новоявленными соседями. В другом мифе Уицилопочтли победил и расчленил свою сестру луны Койольшауки и 400 остальных братьев на холме Коатепетль за попытку убить их мать Коатликуэ. История мифа также была воплощена в архитектуре великого храма, названного в честь горы Коатепетль, а у подножья лестницы, которая вела к капищу Уицилопочтли, располагался каменный монолит с изображением расчленённой богини.

### Календарь

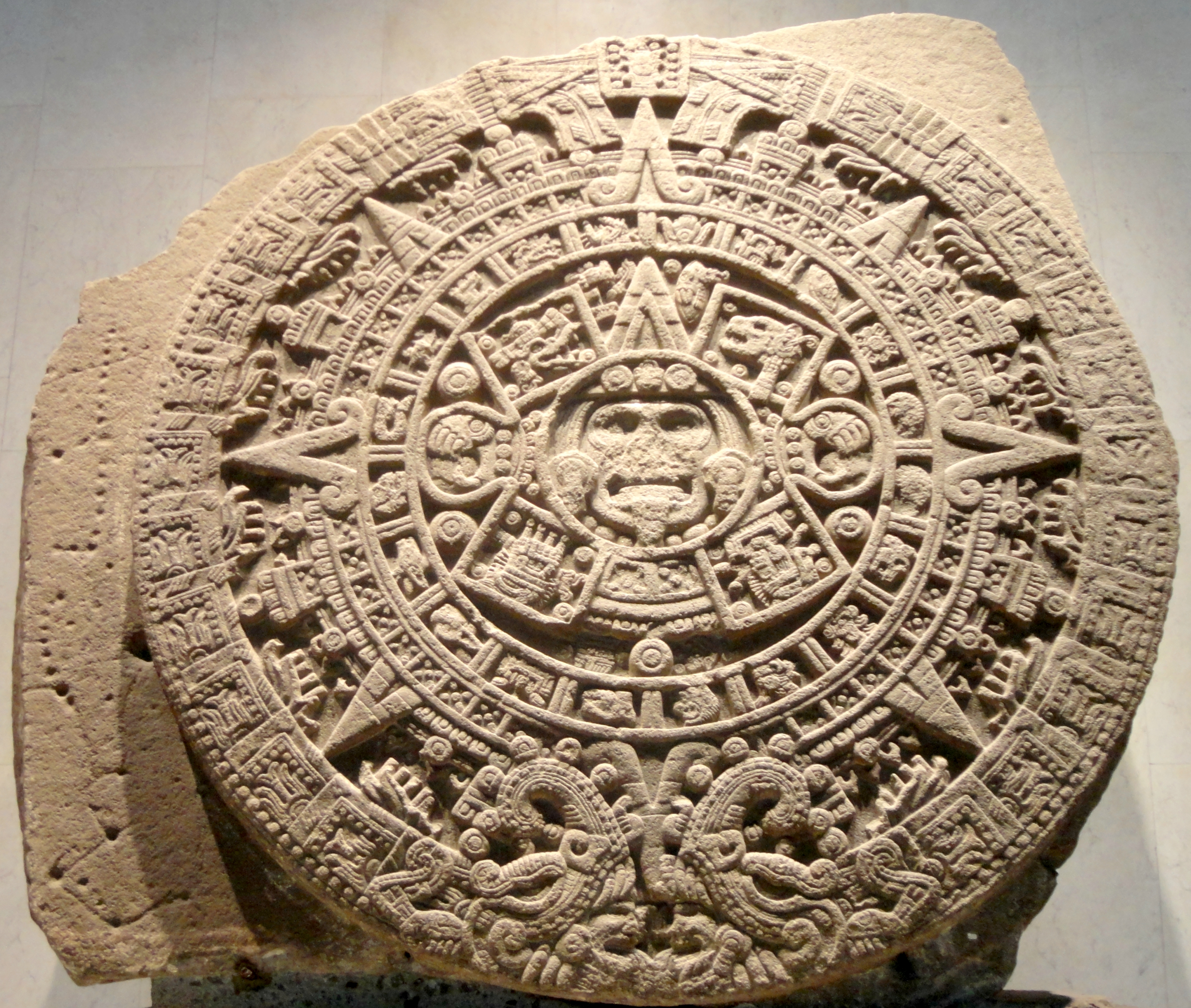
Камень Солнца — огромный каменный монолит, найденный в 1790 году в Мехико и изображающий пять эпох мифической истории ацтеков с календарными изображениями.

Религиозная жизнь ацтеков была организована вокруг календарей. Как и большинство мезоамериканцев, ацтеки использовали одновременно два календаря: ритуальный календарь на 260 дней, называемый тональпоуалли, и солнечный календарь шиупоуалли на 365 дней. Каждый день имел своё название и номер в обоих календарях. Совпадение начала циклов двух календарей было уникальным явлением, происходившим каждые 52 года. Тональпоуалли в основном использовался с целью гадания, состоял из 20-дневных знаков и числовых коэффициентов 1-13, которые циклически повторялись в фиксированном порядке. Шиупоуалли был составлен из 18 «месяцев», состоящих из 20 дней, и оставшихся 5 дней в конце «года». Каждый 20-дневный месяц был назван в честь определённого ритуального фестиваля, который проводился в начале месяца. Данные фестивали были связаны с сельскохозяйственным циклом. Среди учёных по-прежнему ведётся спор, учитывал ли ацтекский календарь високосный год. Ежемесячные праздники соблюдались всем населением, ритуалы проводились в каждом доме, в храмах и на главной священной площади. Многие фестивали включали различные формы танцев, также воссоздавались сцены из божественной мифологии. Жрецы совершали жертвоприношения в виде еды, животных и даже людей.
Каждые 52 года начало двух календарных циклов приходилось на один день. Данное событие сопровождалось масштабной церемонией, известной как Шиумольпилли или Церемония Нового Огня. Перед этим днём было принято разбивать всю старую керамику в доме и уничтожать утварь, связанную со старым циклом. За день до «Нового огня» весь старый огонь в домах и храмах тушился и начиналась «ночь страха», когда, согласно поверьям ацтеков, мир оказывался беззащитным перед демонами ночного божества Цицимитль, которые могли уничтожить землю, и таким образом закончить пятую эру. В день нового огня жрецы в главном храме приносили в жертву человека и в его груди разжигали «новый огонь», который затем разносился в другие храмы и дома жителей.

### Жертвоприношения и каннибализм

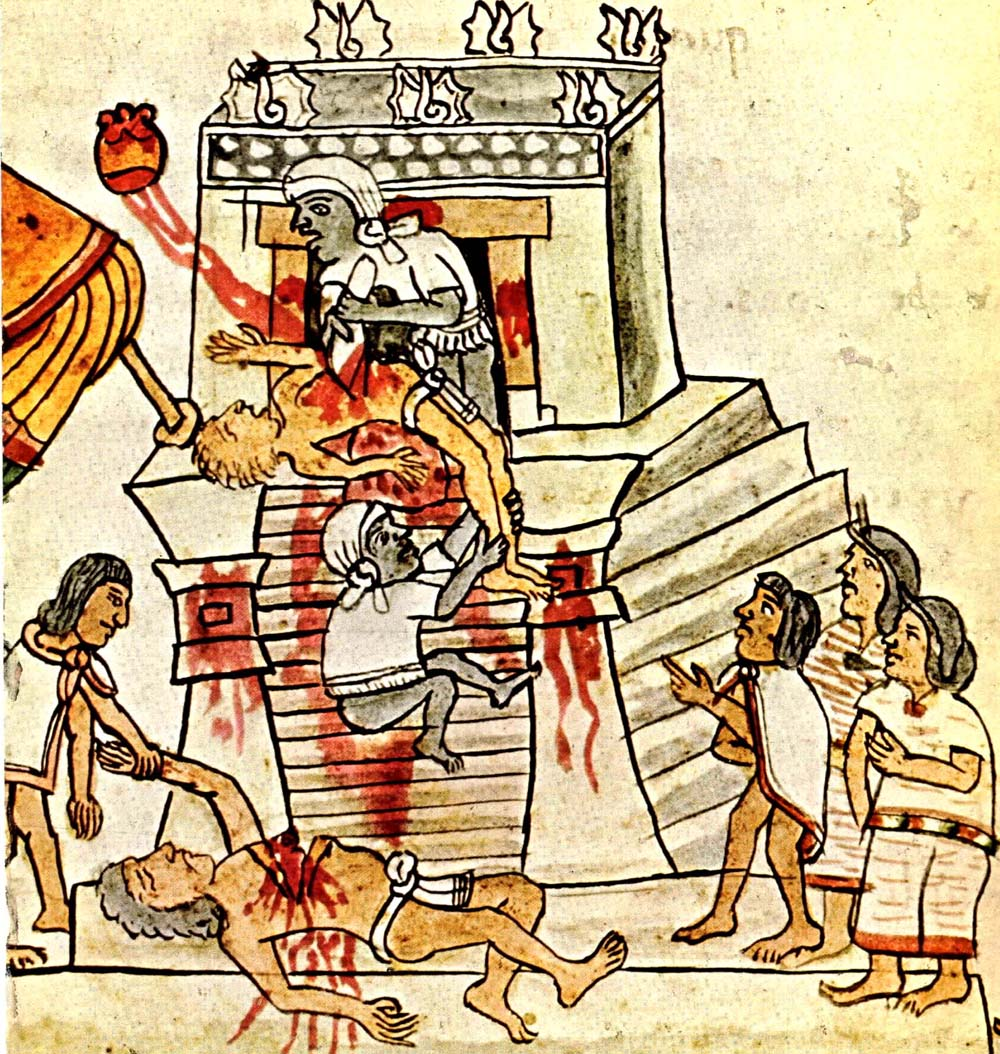
Человеческие жертвоприношения, показанные в «кодексе Мальябекки»

В Месоамерике и Южной Америке во времена расцвета ацтекского государства жертвоприношения были широко распространённым явлением; однако ацтеки практиковали их с особым размахом, принося в жертву людей в каждый из 18 праздников своего священного календаря.
Для ацтеков смерть играла важную роль в увековечивании творения, и боги и люди были обязаны пожертвовать собой, чтобы жизнь продолжалась. Как описано в приведенном выше мифе о сотворении мира, на людей возлагалась ответственность за поддержание мироздания и земного плодородия посредством жертвоприношений. Чаще всего жертвоприношениями выступали вещи и животные, человеческие жертвы совершались в рамках важных праздников или военных событий. Предметы разбивали в честь богов. Культ Кетцалькоатля требовал жертвоприношения бабочек и колибри. Практиковалось и самопожертвование, люди во время специальных церемоний наносили себе раны, совершая ритуальные кровопускания; носили специальные шипы, постоянно ранящие тело. В некоторых ритуалах жрецы могли приносить себя в жертву. Кровь, как воплощение жизни занимала важное место в культурах Мезоамерики.
В то время как человеческие жертвоприношения практиковались на всей территории Мезоамерики, ацтеки, по их собственным данным, довели эту практику до беспрецедентного уровня. Проводя военные кампании, ацтеки не убивали врагов на поле боя, а забирали их в плен, чтобы принести в жертву богу войны Уицилопочтли. Восхождение на трон нового правителя сопровождалось массовыми завоеваниями и приношениями в жертву тысяч военнопленных, которых водружали на специальный алтарь и вырывали трепещущее сердце. В эпоху правления тирана Ауисотля, по утверждению ацтекских источников, в 1484 году было принесено в жертву 80 400 военнопленных в течение четырёх дней, хотя данное число могло быть преувеличено во много раз.
Вопрос о том, практиковали ли ацтеки каннибализм и в каких масштабах, остаётся незакрытым, так как ацтеки оставили после себя крайне мало данных, связанных с данным аспектом. Точно известно, что каннибализм практиковался в определённых религиозных ритуалах, что подтверждено кодексом Мальябекки.
Каннибализм у ацтеков становился объектом исследования ряда учёных. Например, в 1970-х годах популярной стала теория антропологов Майкла Харнера и Марвина Харриса, согласно которой ацтеки и особенно представители знати практиковали каннибализм, как способ употребления белковой пищи и незаменимых аминокислот в условиях отсутствия крупного скота. Тем не менее в более позднее время, новые археологические исследования, раскрывавшие быт ацтеков опровергали теории Харриса и Харнера. В частности было выяснено, что диета и кухня ацтеков почти исключала какое-либо мясо и включала обилие белков растительного происхождения, а ацтекские аристократы не испытывали недостатка в мясном рационе животных. Сами массовые жертвоприношения никогда не совпадали с голодными сезонами и сбором урожая. Сегодня наиболее принятой точкой зрения среди учёных считается идеологическое объяснение массовых жертвоприношений, а именно, что публичное зрелище жертвоприношения воинов из завоеванных государств было основным проявлением политической власти ацтеков и крайне эффективным способом устрашения и сдерживания покорённых государств от возможных восстаний. Таким образом жертвоприношения обеспечивали ацтекам стабильное существование империи и её скорейшее расширение границ. Значимость каннибализма среди ацтеков несправедливо преувеличивается и становится объектом домыслов, скорее отражая заложенные испанцами расистские стереотипы об ацтеках, как о кровожадных и отсталых дикарях.

## Искусство

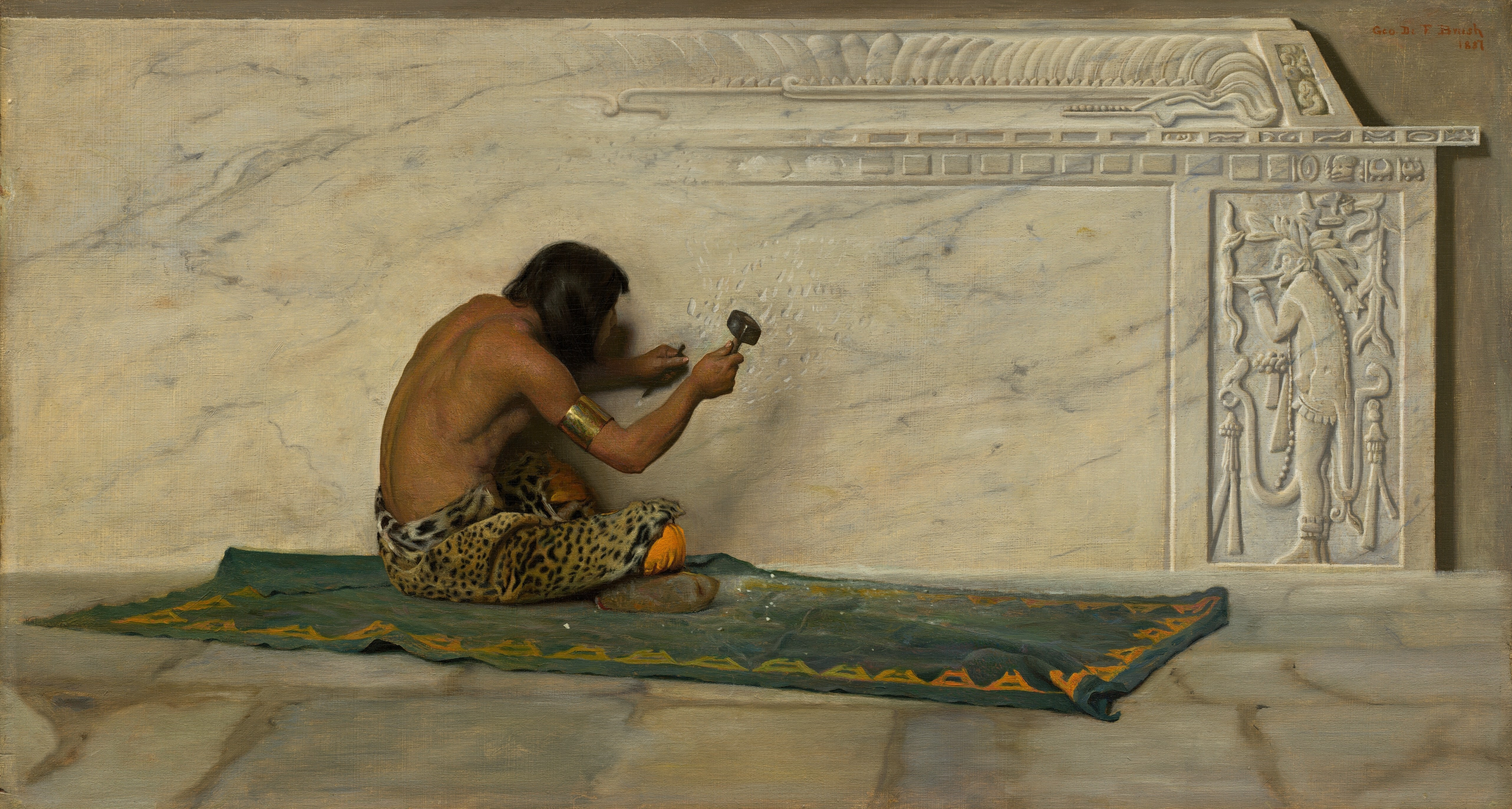
Джордж де Форест Браш - Ацтекский скульптор, 1887. Национальная галерея искусства

### Поэзия
Сочинительство стихов было одним из занятий ацтеков в мирное время. Несмотря на потрясения эпохи, некоторое число поэтических произведений, собранных во времена Конкисты, дошло до наших дней. Для нескольких десятков поэтических текстов даже известны имена авторов: например, Несауалькойотль (аст. Nezahualcóyotl) и Куакуацин (аст. Cuacuatzin). Мигель Леон-Портилья, наиболее известный переводчик с науатля, сообщает, что именно в стихах находятся истинные намерения и мысли ацтеков, независимо от «официального» мировоззрения.
В подвальном этаже Главного Храма (исп. Templo Mayor) находился «Дом орлов» (см. также «Дом ягуаров»), где в мирное время ацтекские военачальники могли выпить пенящегося шоколада, покурить сигар и посоревноваться в поэзии. Стихи сопровождались игрой на ударных инструментах (аст. teponaztli). Одни из наиболее распространённых тем (среди сохранившихся текстов) стихов: «жизнь — действительность или сон?» и возможность встречи с Создателем.
Самая большая коллекция стихов была собрана Хуаном Баутистой де Помаром. Позже этот сборник был переведён на испанский учителем Леона-Портильи. Хуан Баутиста де Помар был правнуком Нецауалькойотля. Он говорил на языке науатль, но был воспитан как христианин, — и стихи своего деда записал латинскими символами.

### Архитектура
Ацтеки — одни из основных строителей знаменитых Мезоамериканских пирамид.

## Быт

### Одежда
Мужская одежда и женская одежда украшалась орнаментами, среди которых наиболее распространёнными были: солнце; геометрические фигуры; драгоценные камни, раковины; животные мотивы (кролики, перья, змеи, бабочки, рыбы); растения (кактусы); падающий снег.
Если рассмотреть одежду ацтеков по половому различию, то выглядело это так: главный атрибут мужской одежды — маштлатль (набедренная повязка, которую не снимали даже ночью; напоминает современные подгузники). Маштлатль надевали мальчики с тринадцатилетнего возраста. Главное верхнее одеяние — тильматли (плащ). Прямоугольный кусок ткани завязывали узлом на груди или плече таким образом, чтобы спереди закрывалось тело и ноги. Бедные классы надевали практически однотонные белые плащи и повязки, а состоятельные мужчины — расшитые, красочные наряды. Воину, взявшему в плен первого врага, вышивали на плаще цветы либо скорпиона; после двух пленных накидку обшивали красной каёмочкой; третий подвиг вознаграждался роскошно расшитым плащом. Опытные воины носили красные накидки с белой полоской. Жрецы надевали тильматли тёмно-зелёного или чёрного цвета с изображением костей, черепов, а зелёно-голубой плащ «шиутильматли» носил только «император» — тлатоани.
Также была в обиходе мужская одежда ацтеков: шиколли (туника с краткими рукавами, заменяющая плащ), ицкаупилли (облегающая хлопчатобумажная стёганная рубаха, заменяла броню). Если мужчина осмеливался надеть костюм, не соответствующий ему по классу, то мог накликать на себя строгое наказание, иногда даже смерть.
Обязательный атрибут женской одежды — длинная юбка. Жительницы деревни ходили с неприкрытой грудью, а уже представительницы высших слоёв поверх юбки носили уипиль (длинная блуза с вышивкой у горловины). Выходя на улицы, женщины бросали на плечи кечкемитль (красиво украшенная ромбовидная пелерина).
У простолюдинов обуви не было, а воины и богачи имели кактли (сандалии из кожи либо волокон агавы).
Одежда ацтеков предусматривала головные уборы, но их надевали лишь воины личной охраны императора (повязки из перьев) и сам император (венец). Ацтеки довольно ответственно подбирали стрижки, поскольку причёска свидетельствовала о классовом положении и прочих достижениях. Украшения, как противоположность сдержанности с косметикой, были чересчур богатыми, многочисленными, изысканными.

### Питание
Ацтеки создали искусственные острова, или чинампы, на озере Тескоко; на этих островах выращивали зерновые и садовые культуры. Основными продуктами питания ацтеков были маис (кукуруза), бобы и тыквенные. Чинампы были очень эффективны и давали до семи урожаев в год, на основе текущих урожаев чинампа было подсчитано, что 1 гектар чинампа может прокормить 20 человек, а с 9 000 гектаров чинампа собирали продовольствия на 180 000 человек.
Ацтеки выращивали множество разнообразных сортов кукурузы с широким рядом аминокислот; кроме того, они выращивали амарант, в зёрнах которого содержится много белка. Более того, у ацтеков было большое разнообразие другой пищи: они ловили акоцилов, маленьких креветок, изобилующих в озере Тескоко, собирали водоросль спирулину, богатую флавопротеинами, которая использовалась в разных видах выпечки; они также употребляли в пищу насекомых: сверчков, червей, муравьёв и личинок. В насекомых содержится больше белков, чем в мясе, и по сей день они являются деликатесами в некоторых районах Мексики. Ацтеки содержали домашних животных вроде индейки (аст. guajolote) и ицкуинтли (аст. itzcuintli — порода мясных собак), хотя обычно мясо этих животных предназначалось для особых случаев — ситуаций выражения благодарности и уважения. Ещё одним источником мяса была охота — олени, пекари, утки…
Ацтеки широко использовали агаву (магей); из неё получали еду, сахар, напитки (пульке) и волокна для верёвок и одежды. Хлопок и драгоценности были доступны только для элиты. Зёрна какао использовали в качестве денег. Подчинённые города выплачивали ежегодную дань в виде предметов роскоши (например, перьев и богато украшенных костюмов).